# Lista monumentelor istorice din județul Alba

Simbol utilizat în România pentru monumentele istorice

Lista monumentelor istorice din județul Alba cuprinde monumentele istorice din județul Alba înscrise în Patrimoniul cultural național al României.
Lista completă este menținută și actualizată periodic de către Ministerul Culturii, Cultelor și Patrimoniului Național din România, prin intermediul Institutului Național al Patrimoniului, ultima versiune datând din 2015. Această listă cuprinde și actualizările ulterioare, realizate prin ordin al ministrului culturii.

| Cod LMI | Denumire | Localitate                                        | Localizare | Datare, Creatori | Imagine               | Erori             |
| --- | --- | ------------------------------------------------- | --- | --- | --------------------- | ----------------- |
| AB-I-s-A-00001 (RAN: 1026.01) | Situl arheologic de la Alba Iulia | municipiul Alba Iulia                             | pe întreg teritoriul 46.06666°N 23.56666°E | | Alte imagini          | Raportează eroare |
| AB-I-m-A-00001.01 (RAN: 1026.01.01) | Castrul Legiunii a XIII-a Gemina | municipiul Alba Iulia                             | zona centrală a Cetății Vauban 46.06638°N 23.57222°E | sec. II - IV p. Chr, Epoca romană | Alte imagini          | Raportează eroare |
| AB-I-m-A-00001.02 (RAN: 1026.01.02) | Așezare civilă | municipiul Alba Iulia                             | în preajma castrului roman 46.06638°N 23.57222°E | sec. II - IV p. Chr, Epoca romană |                       | Raportează eroare |
| AB-I-s-A-00002 (RAN: 1026.02, 1026.04, 1026.06, 1026.09, 1026.10, 1026.12, 1026.13, 1026.14, 1026.15, 1026.16, 1026.19, 1026.20, 1026.21, 1026.22, 1026.42, 1026.43) | Orașul antic Apulum | municipiul Alba Iulia                             | cartier Partoș | Epoca romană | Încarcă foto \| video | Raportează eroare |
| AB-I-s-B-00003 (RAN: 1026.03) | Necropolă de înhumație și de incinerație | municipiul Alba Iulia                             | „Podei”, la S de cetate, deasupra cimitirului ortodox | sec. II - III p. Chr., Epoca romană | Încarcă foto \| video | Raportează eroare |
| AB-I-s-B-00004 (RAN: 1026.44) | Cimitir | municipiul Alba Iulia                             | „Sf. Mihail”, Cartier Cetate, în zona de V a catedralei romano-catolice | sec. XI - XV, Epoca medievală | Încarcă foto \| video | Raportează eroare |
| AB-I-m-A-00005 (RAN: 1026.05) | Așezarea neolitică din Alba Iulia, „Lumea Nouă” | municipiul Alba Iulia                             | „Lumea Nouă”, la 300 m NE de bazinul olimpic 46.0825°N 23.56861°E | Neolitic | Încarcă foto \| video | Raportează eroare |
| AB-I-s-B-00006 (RAN: 1160.02) | Fortificație romană | oraș Abrud                                        | „Cetățeaua”, lângă Liceul „Horea, Cloșca și Crișan” 46.27222°N 23.06864°E | sec. II - III p. Chr., Epoca romană | Încarcă foto \| video | Raportează eroare |
| AB-I-s-B-00007 (RAN: 1222.01) | Situl arheologic de la Aiud | municipiul Aiud                                   | pe întreg teritoriul | | Încarcă foto \| video | Raportează eroare |
| AB-I-m-B-00007.01 (RAN: 1222.01.05) | Așezare | municipiul Aiud                                   | pe întreg teritoriul | Latène | Încarcă foto \| video | Raportează eroare |
| AB-I-m-B-00007.02 (RAN: 1222.01.04) | Așezare | municipiul Aiud                                   | Microraion III, la cca. 100 m S de gara CFR Aiud, pe prima terasă a Mureșului | Hallstatt | Încarcă foto \| video | Raportează eroare |
| AB-I-m-B-00007.03 (RAN: 1222.01.03) | Așezare | municipiul Aiud                                   | Microraion III, la cca. 100 m S de gara CFR Aiud, pe prima terasă a Mureșului | Epoca bronzului, Cultura Wietenberg | Încarcă foto \| video | Raportează eroare |
| AB-I-m-B-00007.04 (RAN: 1222.01.02) | Așezare | municipiul Aiud                                   | Microraion III, la cca. 100 m S de gara CFR Aiud, pe prima terasă a Mureșului | Epoca bronzului timpuriu, Cultura Coțofeni | Încarcă foto \| video | Raportează eroare |
| AB-I-m-B-00007.05 (RAN: 1222.01.01) | Așezare | municipiul Aiud                                   | Microraion III, la cca. 100 m S de gara CFR Aiud, pe prima terasă a Mureșului | Eneolitic, Cultura Tiszapolgár | Încarcă foto \| video | Raportează eroare |
| AB-I-s-B-00008 (RAN: 1222.04) | Situl arheologic de la Aiud, punct „Tinoasa” | municipiul Aiud                                   | „Tinoasa” sau „Cetățuie” 46.27917°N 23.71305°E | | Încarcă foto \| video | Raportează eroare |
| AB-I-m-B-00008.01 (RAN: 1222.04.09) | Așezare | municipiul Aiud                                   | „Tinoasa” sau „Cetățuie”, la 500 m SE de cantonul CFR 46.27917°N 23.71305°E | sec. IV - VI, Epoca migrațiilor | Încarcă foto \| video | Raportează eroare |
| AB-I-m-B-00008.02 (RAN: 1222.04.08) | Așezare | municipiul Aiud                                   | „Tinoasa” sau „Cetățuie”, la 500 m SE de cantonul CFR 46.27917°N 23.71305°E | sec. II - III p. Chr., Epoca romană | Încarcă foto \| video | Raportează eroare |
| AB-I-m-B-00008.03 (RAN: 1222.04.07) | Așezare | municipiul Aiud                                   | „Tinoasa” sau „Cetățuie”, la 500 m SE de cantonul CFR 46.27917°N 23.71305°E | Latène | Încarcă foto \| video | Raportează eroare |
| AB-I-m-B-00008.04 (RAN: 1222.04.03) | Așezare | municipiul Aiud                                   | „Tinoasa” sau „Cetățuie”, la 500 m SE de cantonul CFR 46.27917°N 23.71305°E | Hallstatt | Încarcă foto \| video | Raportează eroare |
| AB-I-m-B-00008.05 (RAN: 1222.04.05) | Așezare | municipiul Aiud                                   | „Tinoasa” sau „Cetățuie”, la 500 m SE de cantonul CFR 46.27917°N 23.71305°E | Neolitic | Încarcă foto \| video | Raportează eroare |
| AB-I-m-B-00008.06 (RAN: 1222.04.02) | Așezare | municipiul Aiud                                   | „Tinoasa” sau „Cetățuie”, la 500 m SE de cantonul CFR 46.27917°N 23.71305°E | Epoca bronzului | Încarcă foto \| video | Raportează eroare |
| AB-I-s-B-00009 (RAN: 1222.03) | Orașul roman Brucla | municipiul Aiud                                   | Pe întreg teritoriul orașului, fără Aiudul de Sus | sec. II - III p. Chr., Epoca romană | Încarcă foto \| video | Raportează eroare |
| AB-I-s-B-00010 (RAN: 5595.01) | Așezare | sat Ampoița; comuna Meteș                         | „La Pietrii”, la 1 km V-NV de intersectia șoselei Alba Iulia - Zlatna cu drumul comunal spre Ampoița 46.13528°N 23.49972°E | Epoca bronzului | Încarcă foto \| video | Raportează eroare |
| AB-I-s-B-00011 (RAN: 5595.02) | Așezare | sat Ampoița; comuna Meteș                         | „Piatra boului” sau „Stogurile popii”, La 1 km S-SE de sat | Epoca bronzului | Încarcă foto \| video | Raportează eroare |
| AB-I-s-B-00012 (RAN: 7847.01) | Villa rustica | sat Băcăinți; comuna Șibot                        | „Obreje” 46.57293°N 23.48812°E | Epoca romană | Încarcă foto \| video | Raportează eroare |
| AB-I-s-B-00013 (RAN: 1035.02) | Necropolă | localitatea Bărăbanț; municipiul Alba Iulia       | „Tabla Grofului”, la 200 m NV de Întreprinderea mecanică, lângă linia CFR spre Zlatna | Epoca romană | Încarcă foto \| video | Raportează eroare |
| AB-I-s-B-00014 (RAN: 2997.01) | Situl arheologic de la Berghin | sat Berghin; comuna Berghin                       | „În Peri”, la marginea SE a satului, la grajdurile CAP | | Încarcă foto \| video | Raportează eroare |
| AB-I-m-B-00014.01 (RAN: 2997.01.02) | Necropolă | sat Berghin; comuna Berghin                       | „În Peri”, la marginea SE a satului, la grajdurile CAP | Epoca migrațiilor | Încarcă foto \| video | Raportează eroare |
| AB-I-m-B-00014.02 (RAN: 2997.01.01) | Necropolă | sat Berghin; comuna Berghin                       | „ În Peri”, la marginea SE a satului, la grajdurile CAP | Epoca romană | Încarcă foto \| video | Raportează eroare |
| AB-I-s-B-00015 (RAN: 5247.01) | Așezare medievală timpurie | sat Beța; comuna Lopadea Nouă                     | în grădina Parohiei Bisericii Reformate | sec. XI - XIII, Epoca medievală timpurie | Încarcă foto \| video | Raportează eroare |
| AB-I-s-A-00016 (RAN: 3404.01) | Necropolă | sat Blandiana; comuna Blandiana                   | „În vii”, pe malul drept al Mureșului, la 200 m V de Școala generală 45.96528°N 23.39611°E | sec. X - XI, Epoca medievală timpurie | Încarcă foto \| video | Raportează eroare |
| AB-I-s-B-00017 (RAN: 3404.02) | Necropolă | sat Blandiana; comuna Blandiana                   | „Depozitul MAN”, la 1 km V-NV de ferma IAS | Latène | Încarcă foto \| video | Raportează eroare |
| AB-I-s-B-00018 (RAN: 3404.03) | Așezare | sat Blandiana; comuna Blandiana                   | „Lunca popii”, la 2 km NV de ferma IAS | Epoca daco-romană | Încarcă foto \| video | Raportează eroare |
| AB-I-s-B-00019 (RAN: 4945.01) | Așezare | sat Bucerdea Vinoasă; comuna Ighiu                | „Curături”, pe colina „Podei” | Epoca bronzului, Cultura Wietenberg | Încarcă foto \| video | Raportează eroare |
| AB-I-s-A-00020 (RAN: 7115.01) | Cetatea dacică de la Căpâlna | sat Căpâlna; comuna Săsciori                      | „La Cetate”, la 1000 m S-SV de podul peste Sebeș 45.84111°N 23.60139°E | sec. I a. Chr. - II p. Chr., Latène, Cultura geto-dacică | Alte imagini          | Raportează eroare |
| AB-I-s-B-00021 (RAN: 8121.01) | Așezare fortificată | sat aparținător Căpud; oraș Teiuș                 | „La Măgura”, pe malul stâng al Mureșului, pe un deal cu platou, în dreptul localității Teiuș, cota 511 m | Epoca bronzului timpuriu, Cultura Coțofeni | Încarcă foto \| video | Raportează eroare |
| AB-I-s-B-00022 (RAN: 3967.01) | Fundațiile cetății medievale „Cetatea de Baltă” | sat Cetatea de Baltă; comuna Cetatea de Baltă     | în Lunca Târnavei | sec. XIII - XVI, Epoca medievală | Încarcă foto \| video | Raportează eroare |
| AB-I-s-B-00023 (RAN: 3967.02) | Situl arheologic de la Cetatea de Baltă | sat Cetatea de Baltă; comuna Cetatea de Baltă     | „Dealul Sântămăriei”, la 1 km V de podul peste Târnava Mică și la 1,5 km V de stația CFR 46.25°N 24.16666°E | | Încarcă foto \| video | Raportează eroare |
| AB-I-m-B-00023.01 (RAN: 3967.02.02) | Castru | sat Cetatea de Baltă; comuna Cetatea de Baltă     | „Dealul Sântămăriei”, la 1 km V de podul peste Târnava Mică și la 1,5 km V de stația CFR | Epoca romană | Încarcă foto \| video | Raportează eroare |
| AB-I-m-B-00023.02 (RAN: 3967.02.01) | Fortificație cu val de pământ | sat Cetatea de Baltă; comuna Cetatea de Baltă     | „Dealul Sântămăriei”, la 1 km V de podul peste Târnava Mică și la 1,5 km V de stația CFR | sec. I a. Chr., Latène, Cultura geto-dacică | Încarcă foto \| video | Raportează eroare |
| AB-I-s-B-00024 (RAN: 5773.01) | Situl arheologic de la Cicău | sat Cicău; comuna Mirăslău                        | „Săliște”, la marginea de NV a satului, nr. topo A300 | | Încarcă foto \| video | Raportează eroare |
| AB-I-m-B-00024.01 (RAN: 5773.01.06) | Așezare | sat Cicău; comuna Mirăslău                        | „Săliște”, la marginea de NV a satului, nr. topo A300 | Epoca migrațiilor | Încarcă foto \| video | Raportează eroare |
| AB-I-m-B-00024.02 (RAN: 5773.01.05) | Așezare | sat Cicău; comuna Mirăslău                        | „Săliște”, la marginea de NV a satului, nr. topo A300 | Epoca romană | Încarcă foto \| video | Raportează eroare |
| AB-I-m-B-00024.03 (RAN: 5773.01.04) | Așezare | sat Cicău; comuna Mirăslău                        | „Săliște”, la marginea de NV a satului, nr. topo A300 | Latène, Cultura geto-dacică | Încarcă foto \| video | Raportează eroare |
| AB-I-m-B-00024.04 (RAN: 5773.01.03) | Așezare | sat Cicău; comuna Mirăslău                        | „Săliște”, la marginea de NV a satului, nr. topo A300 | Hallstatt | Încarcă foto \| video | Raportează eroare |
| AB-I-m-B-00024.05 (RAN: 5773.01.02) | Așezare | sat Cicău; comuna Mirăslău                        | „Săliște”, la marginea de NV a satului, nr. topo A300 | Epoca bronzului | Încarcă foto \| video | Raportează eroare |
| AB-I-m-B-00024.06 (RAN: 5773.01.01) | Așezare | sat Cicău; comuna Mirăslău                        | „Săliște”, la marginea de NV a satului, nr. topo A300 | Neolitic | Încarcă foto \| video | Raportează eroare |
| AB-I-s-B-00025 (RAN: 1080.02) | Situl arheologic de la Ciugud | sat Ciugud; comuna Ciugud                         | „Cariera de Bentonită” | Neolitic | Încarcă foto \| video | Raportează eroare |
| AB-I-s-B-00026 (RAN: 1080.01) | Situl arheologic de la Ciugud | sat Ciugud; comuna Ciugud                         | „Gorneț” | | Încarcă foto \| video | Raportează eroare |
| AB-I-m-B-00026.01 (RAN: 1080.01.02) | Așezare | sat Ciugud; comuna Ciugud                         | „Gorneț” | Epoca medievală timpurie | Încarcă foto \| video | Raportează eroare |
| AB-I-m-B-00026.02 (RAN: 1080.01.01) | Așezare | sat Ciugud; comuna Ciugud                         | „Gorneț” | Epoca romană | Încarcă foto \| video | Raportează eroare |
| AB-I-s-B-00027 (RAN: 1277.01) | Așezare | sat aparținător Ciumbrud; municipiul Aiud         | „Cioaca”, în curtea liceului agricol | Neolitic, Cultura Petrești | Încarcă foto \| video | Raportează eroare |
| AB-I-s-A-00028 (RAN: 4160.01) | Cetatea dacică Apoulon sau Ranistorum | sat Craiva; comuna Cricău                         | „Piatra Craivii”, la 5 km NE de sat 46.20912°N 23.48542°E | sec. I a. Chr.-I p. Chr., Latène, Cultura geto-dacică | Alte imagini          | Raportează eroare |
| AB-I-s-B-00029 (RAN: 4160.02) | Așezare | sat Craiva; comuna Cricău                         | „Sfredeluș”, la 1,5 km NV de Piatra Craivii | Epoca bronzului timpuriu, Cultura Coțofeni | Încarcă foto \| video | Raportează eroare |
| AB-I-s-B-00030 (RAN: 1703.01) | Situl arheologic de la Cugir | oraș Cugir                                        | „Cetățuia” | | Încarcă foto \| video | Raportează eroare |
| AB-I-m-B-00030.01 (RAN: 1703.01.01) | Așezare fortificată cu val de pământ | oraș Cugir                                        | „Cetățuia”, la 1 km V de marginea orașului, pe dealul Crucea lui Maniu | sec. III a. Chr.-I p. Chr., Latène, Cultura geto-dacică | Încarcă foto \| video | Raportează eroare |
| AB-I-m-B-00030.02 (RAN: 1703.01.02) | Necropolă tumulară | oraș Cugir                                        | „Cetățuia”, la 1 km V de margineaorașului, pe dealul Crucea lui Maniu | sec. III a. Chr.-I p. Chr., Latène, Cultura geto-dacică | Încarcă foto \| video | Raportează eroare |
| AB-I-s-B-00031 (RAN: 4259.01) | Așezare | sat Daia Română; comuna Daia Română               | „Parăuț”, la 1 km V de sat | Neolitic, Cultura Petrești | Încarcă foto \| video | Raportează eroare |
| AB-I-s-B-00032 (RAN: 4259.02) | Situl arheologic de la Daia Română | sat Daia Română; comuna Daia Română               | „Troian”, la cca. 1,5 km V de sat | | Încarcă foto \| video | Raportează eroare |
| AB-I-m-B-00032.01 (RAN: 4259.02.04) | Așezare | sat Daia Română; comuna Daia Română               | „Troian”, La cca. 1,5 km V de sat | Epoca romană | Încarcă foto \| video | Raportează eroare |
| AB-I-m-B-00032.02 (RAN: 4259.02.02) | Așezare | sat Daia Română; comuna Daia Română               | „Troian”, la cca. 1,5 km V de sat | Hallstatt | Încarcă foto \| video | Raportează eroare |
| AB-I-m-B-00032.03 (RAN: 4259.02.03) | Așezare | sat Daia Română; comuna Daia Română               | „Troian”, la cca. 1,5 km V de sat | sec. I a. Chr.-I p. Chr., Latène, Cultura geto-dacică | Încarcă foto \| video | Raportează eroare |
| AB-I-m-B-00032.04 (RAN: 4259.02.01) | Așezare | sat Daia Română; comuna Daia Română               | „Troian”, la cca. 1,5 km V de sat | Epoca bronzului, Cultura Wietenberg | Încarcă foto \| video | Raportează eroare |
| AB-I-s-B-00033 (RAN: 5782.01) | Așezare | sat decea; comuna Mirăslău                        | „După garduri”, la marginea de E a satului, lângă șoseaua spre Cluj, nr. topo 1999 | Neolitic | Încarcă foto \| video | Raportează eroare |
| AB-I-s-B-00034 (RAN: 1099.01) | Așezarea fortificată Zidava | sat Drâmbar; comuna Ciugud                        | „Dealul Gruieț”, pe malul stâng al Mureșului, la 4 km de Alba Iulia, deasupra „Râpii Roșii” și a satului Teleac 46.05944°N 23.55139°E | Latène, Cultura geto-dacică | Încarcă foto \| video | Raportează eroare |
| AB-I-s-B-00035 (RAN: 1106.04) | Așezare | sat Limba; comuna Ciugud                          | „Vărar”, la 1 km V-SV de marginea satului 46.03722°N 23.58472°E | Neolitic | Încarcă foto \| video | Raportează eroare |
| AB-I-s-B-00036 (RAN: 5149.01) | Așezare | sat Feisa; comuna Jidvei                          | „Râpa Feisii”, la 1 km de marginea de NE a satului | Neolitic, Cultura Petrești | Încarcă foto \| video | Raportează eroare |
| AB-I-s-B-00037 (RAN: 2014.01) | Așezare | sat Galați; oraș Zlatna                           | „Bulbuci”, la 800 m NV de sat | Epoca bronzului timpuriu, Cultura Coțofeni | Încarcă foto \| video | Raportează eroare |
| AB-I-s-B-00038 (RAN: 3002.01) | Situl arheologic de la Berghin, punct „Gruiul Fierului” | sat Ghirbom; comuna Berghin                       | „Gruiul Fierului”, la 1,5 km NE de sat | | Încarcă foto \| video | Raportează eroare |
| AB-I-m-B-00038.01 (RAN: 3002.01.01) | Așezare | sat Ghirbom; comuna Berghin                       | „Gruiul Fierului”, la 1,5 km NE de sat | Epoca migrațiilor | Încarcă foto \| video | Raportează eroare |
| AB-I-m-B-00038.02 (RAN: 3002.01.02) | Necropolă | sat Ghirbom; comuna Berghin                       | „Gruiul Fierului”, la 1,5 km NE de sat | Epoca migrațiilor | Încarcă foto \| video | Raportează eroare |
| AB-I-s-B-00039 (RAN: 3002.02) | Situl arheologic de la Berghin, punct „Gruiul Măciuliilor” | sat Ghirbom; comuna Berghin                       | „Gruiul Măciuliilor”, la 2,5 km NE de sat | | Încarcă foto \| video | Raportează eroare |
| AB-I-m-B-00039.01 (RAN: 3002.02.01) | Așezare | sat Ghirbom; comuna Berghin                       | „Gruiul Măciuliilor”, la 2,5 km NE de sat | Epoca migrațiilor | Încarcă foto \| video | Raportează eroare |
| AB-I-m-B-00039.02 (RAN: 3002.02.02) | Necropolă | sat Ghirbom; comuna Berghin                       | „Gruiul Măciuliilor”, la 2,5 km NE de sat | Epoca migrațiilor | Încarcă foto \| video | Raportează eroare |
| AB-I-s-B-00040 (RAN: 3002.03) | Situl arheolgic de la Berghin, punct „Ghezuini” | sat Ghirbom; comuna Berghin                       | „Ghezuini”, la 1 km V de grajdurile CAP | | Încarcă foto \| video | Raportează eroare |
| AB-I-m-B-00040.01 (RAN: 3002.03.05) | Așezare | sat Ghirbom; comuna Berghin                       | „Ghezuini”, la 1 km V de grajdurile CAP | Epoca migrațiilor | Încarcă foto \| video | Raportează eroare |
| AB-I-m-B-00040.02 (RAN: 3002.03.04) | Așezare | sat Ghirbom; comuna Berghin                       | „Ghezuini”, la 1 km V de grajdurile CAP | Latène, Cultura geto-dacică | Încarcă foto \| video | Raportează eroare |
| AB-I-m-B-00040.03 (RAN: 3002.03.03) | Așezare | sat Ghirbom; comuna Berghin                       | „Ghezuini”, la 1 km V de grajdurile CAP | Hallstatt | Încarcă foto \| video | Raportează eroare |
| AB-I-m-B-00040.04 (RAN: 3002.03.02) | Așezare | sat Ghirbom; comuna Berghin                       | „Ghezuini”, la 1 km V de grajdurile CAP | Epoca bronzului | Încarcă foto \| video | Raportează eroare |
| AB-I-m-B-00040.05 (RAN: 3002.03.01) | Așezare | sat Ghirbom; comuna Berghin                       | „Ghezuini”, la 1 km V de grajdurile CAP | Neolitic | Încarcă foto \| video | Raportează eroare |
| AB-I-s-B-00041 (RAN: 3002.04) | Situl arheologic de la Berghin, punct „Capul Șesului” | sat Ghirbom; comuna Berghin                       | „Capul Șesului”, la cca. 2 - 2,5 km de sat | | Încarcă foto \| video | Raportează eroare |
| AB-I-m-B-00041.01 (RAN: 3002.04.02) | Necropolă de înhumație | sat Ghirbom; comuna Berghin                       | „Capul Șesului”, la cca. 2 - 2,5 km de sat | sec. VIII - IX, Epoca medievală timpurie | Încarcă foto \| video | Raportează eroare |
| AB-I-m-B-00041.02 (RAN: 3002.04.01) | Așezare | sat Ghirbom; comuna Berghin                       | „Capul Șesului”, la cca. 2 - 2,5 km de sat | sec. II - III p. Chr., Epoca romană | Încarcă foto \| video | Raportează eroare |
| AB-I-s-B-00042 (RAN: 3002.05) | Situl arheologic de la Berghin, punct „Fața Cânepii” | sat Ghirbom; comuna Berghin                       | „Fața Cânepii”, la marginea de V a satului | | Încarcă foto \| video | Raportează eroare |
| AB-I-m-B-00042.01 (RAN: 3002.05.03) | Necropolă | sat Ghirbom; comuna Berghin                       | „Fața Cânepii”, la marginea de V a satului | sec. V - VII, Epoca migrațiilor | Încarcă foto \| video | Raportează eroare |
| AB-I-m-B-00042.02 (RAN: 3002.05.02) | Așezare | sat Ghirbom; comuna Berghin                       | „Fața Cânepii”, la marginea de V a satului | Hallstatt | Încarcă foto \| video | Raportează eroare |
| AB-I-m-B-00042.03 (RAN: 3002.05.01) | Așezare | sat Ghirbom; comuna Berghin                       | „Fața Cânepii”, la marginea de V a satului | Neolitic, Cultura Petrești | Încarcă foto \| video | Raportează eroare |
| AB-I-s-B-00043 (RAN: 3002.06) | Așezare | sat Ghirbom; comuna Berghin                       | „Sub vii”, la marginea de SV a satului | Epoca bronzului, Cultura Wietenberg | Încarcă foto \| video | Raportează eroare |
| AB-I-s-B-00044 (RAN: 3002.07) | Situl arheologic de la Berghin, punct „Hamboc - Ciorcobară” | sat Ghirbom; comuna Berghin                       | „Hamboc - Ciorcobară”, la marginea de S-SV a satului, pe valea Hambocului | | Încarcă foto \| video | Raportează eroare |
| AB-I-m-B-00044.01 (RAN: 3002.07.06) | Așezare | sat Ghirbom; comuna Berghin                       | „Hamboc - Ciorcobară”, la marginea de S-SV a satului, pe valea Hambocului | sec. XII - XIII, Epoca medievală timpurie | Încarcă foto \| video | Raportează eroare |
| AB-I-m-B-00044.02 (RAN: 3002.07.05) | Așezare | sat Ghirbom; comuna Berghin                       | „Hamboc - Ciorcobară”, la marginea de S-SV a satului, pe valea Hambocului | Epoca romană | Încarcă foto \| video | Raportează eroare |
| AB-I-m-B-00044.03 (RAN: 3002.07.04) | Așezare | sat Ghirbom; comuna Berghin                       | „Hamboc - Ciorcobară”, la marginea de S-SV a satului, pe valea Hambocului | Latène, Cultura geto-dacică | Încarcă foto \| video | Raportează eroare |
| AB-I-m-B-00044.04 (RAN: 3002.07.03) | Așezare | sat Ghirbom; comuna Berghin                       | „Hamboc - Ciorcobară”, la marginea de S-SV a satului, pe valea Hambocului | Hallstatt | Încarcă foto \| video | Raportează eroare |
| AB-I-m-B-00044.05 (RAN: 3002.07.02) | Așezare | sat Ghirbom; comuna Berghin                       | „Hamboc - Ciorcobară”, la marginea de S-SV a satului, pe valea Hambocului | Epoca bronzului | Încarcă foto \| video | Raportează eroare |
| AB-I-m-B-00044.06 (RAN: 3002.07.01) | Așezare | sat Ghirbom; comuna Berghin                       | „Hamboc - Ciorcobară”, la marginea de S-SV a satului, pe valea Hambocului | Neolitic | Încarcă foto \| video | Raportează eroare |
| AB-I-s-B-00045 (RAN: 8381.01) | Situl arheologic de la Glogoveț | sat Glogoveț; comuna Valea Lungă                  | pe teritoriul satului | | Încarcă foto \| video | Raportează eroare |
| AB-I-m-B-00045.01 (RAN: 8381.01.02) | Cetate | sat Glogoveț; comuna Valea Lungă                  | pe teritoriul satului | Epoca medievală | Încarcă foto \| video | Raportează eroare |
| AB-I-m-B-00045.02 (RAN: 8381.01.01) | Așezare | sat Glogoveț; comuna Valea Lungă                  | pe teritoriul satului | Epoca bronzului timpuriu, Cultura Coțofeni | Încarcă foto \| video | Raportează eroare |
| AB-I-s-B-00046 (RAN: 1115.01) | Necropolă tumulară | sat Hăpria; comuna Ciugud                         | „Gruiul Cetății”, la 1 km N de marginea satului | | Încarcă foto \| video | Raportează eroare |
| AB-I-s-B-00047 (RAN: 4954.01) | Așezare | sat Ighiel; comuna Ighiu                          | „Piatra Poienii”, la 300 m N de școală | Epoca bronzului | Încarcă foto \| video | Raportează eroare |
| AB-I-s-B-00048 (RAN: 4936.01) | Castru de pământ | sat Ighiu; comuna Ighiu                           | „Măgulici”, la 2,2 km SV de biserică 46.12901°N 23.49424°E | Epoca romană | Încarcă foto \| video | Raportează eroare |
| AB-I-s-B-00049 (RAN: 5176.01) | Situl arheologic de la Livezile | sat Livezile; comuna Livezile                     | „Dealu Baia”, la 1 km V de sat | | Încarcă foto \| video | Raportează eroare |
| AB-I-m-B-00049.01 (RAN: 5176.01.02) | Așezare | sat Livezile; comuna Livezile                     | „Dealu Baia”, la 1 km V de sat | Epoca bronzului timpuriu | Încarcă foto \| video | Raportează eroare |
| AB-I-m-B-00049.02 (RAN: 5176.01.01) | Necropolă tumulară | sat Livezile; comuna Livezile                     | „Dealu Baia”, la 1 km V de sat | Epoca bronzului timpuriu | Încarcă foto \| video | Raportează eroare |
| AB-I-s-B-00050 (RAN: 5229.01) | Situl arheologic de la Lopadea | sat Lopadea Nouă; comuna Lopadea Nouă             | „Gorgan”, la 300 m NE de grajdurile CAP | | Încarcă foto \| video | Raportează eroare |
| AB-I-m-B-00050.01 (RAN: 5229.01.03) | Așezare | sat Lopadea Nouă; comuna Lopadea Nouă             | „Gorgan”, la 300 m NE de grajdurile CAP | Epoca migrațiilor | Încarcă foto \| video | Raportează eroare |
| AB-I-m-B-00050.02 (RAN: 5229.01.04) | Necropolă | sat Lopadea Nouă; comuna Lopadea Nouă             | „Gorgan”, la 300 m NE de grajdurile CAP | Epoca migrațiilor | Încarcă foto \| video | Raportează eroare |
| AB-I-m-B-00050.03 (RAN: 5229.01.02) | Așezare | sat Lopadea Nouă; comuna Lopadea Nouă             | „Gorgan”, la 300 m NE de grajdurile CAP | Hallstatt | Încarcă foto \| video | Raportează eroare |
| AB-I-m-B-00050.04 (RAN: 5229.01.01) | Așezare | sat Lopadea Nouă; comuna Lopadea Nouă             | „Gorgan”, la 300 m NE de grajdurile CAP | Epoca bronzului | Încarcă foto \| video | Raportează eroare |
| AB-I-s-B-00051 (RAN: 5791.01) | Așezări | sat Lopadea Veche; comuna Mirăslău                | „Jidovina”, la marginea de V a satului, la grajdurile CAP, nr. topo 2598 | Neolitic, Eneolitic | Încarcă foto \| video | Raportează eroare |
| AB-I-s-B-00052 (RAN: 5719.01) | Așezare | sat Mihalț; comuna Mihalț                         | „Măticuța”, la 1 - 1,5 km SV de marginea satului | Neolitic, Cultura Petrești | Încarcă foto \| video | Raportează eroare |
| AB-I-s-B-00053 (RAN: 5737.01) | Situl arheologic de la Obreja | sat Obreja; comuna Mihalț                         | „La Cânepi”, la marginea de SE a satului | | Încarcă foto \| video | Raportează eroare |
| AB-I-m-B-00053.01 (RAN: 5737.01.03) | Așezare | sat Obreja; comuna Mihalț                         | „La Cânepi”, la marginea de SE a satului | sec. II - IV p. Chr., Epoca daco-romană | Încarcă foto \| video | Raportează eroare |
| AB-I-m-B-00053.02 (RAN: 5737.01.02) | Așezare | sat Obreja; comuna Mihalț                         | „La Cânepi”, la marginea de SE a satului | Epoca bronzului, Cultura Wietenberg | Încarcă foto \| video | Raportează eroare |
| AB-I-m-B-00053.03 (RAN: 5737.01.01) | Așezare | sat Obreja; comuna Mihalț                         | „La Cânepi”, la marginea de SE a satului | Neolitic, Cultura Petrești | Încarcă foto \| video | Raportează eroare |
| AB-I-s-B-00054 (RAN: 5808.01) | Situl arheologic de la Ormeniș | sat Ormeniș; comuna Mirăslău                      | „Cânepiști”, la marginea de SE a satului, nr. topo 87 | | Încarcă foto \| video | Raportează eroare |
| AB-I-m-B-00054.01 (RAN: 5808.01.02) | Așezare | sat Ormeniș; comuna Mirăslău                      | „Cânepiști”, la marginea de SE a satului, nr. topo 87 | sec. VIII - IX, Epoca medievală timpurie | Încarcă foto \| video | Raportează eroare |
| AB-I-m-B-00054.02 (RAN: 5808.01.01) | Așezare | sat Ormeniș; comuna Mirăslău                      | „Cânepiști”, la marginea de SE a satului, nr. topo 87 | Epoca bronzului | Încarcă foto \| video | Raportează eroare |
| AB-I-s-B-00055 (RAN: 2032.01) | Situl arheologic de la Pătrângeni | sat aparținător Pătrângeni; oraș Zlatna           | pe teritoriul satului | | Încarcă foto \| video | Raportează eroare |
| AB-I-m-B-00055.01 (RAN: 2032.01.01) | Așezare | sat aparținător Pătrângeni; oraș Zlatna           | pe teritoriul satului | Epoca romană | Încarcă foto \| video | Raportează eroare |
| AB-I-m-B-00055.02 (RAN: 2032.01.02) | Necropolă | sat aparținător Pătrângeni; oraș Zlatna           | pe teritoriul satului | Epoca romană | Încarcă foto \| video | Raportează eroare |
| AB-I-s-A-00056 (RAN: 1909.01) | Situl arheologic de la Petrești | localitatea Petrești; municipiul Sebeș            | „Groapa Galbănă”, la 300 m V de podul peste râul Sebeș, la marginea de V a satului 45.91333°N 23.54667°E | | Încarcă foto \| video | Raportează eroare |
| AB-I-m-A-00056.01 (RAN: 1909.01.02) | Așezare | localitatea Petrești; municipiul Sebeș            | „Groapa Galbănă”, la 300 m V de podul peste râul Sebeș, la marginea de V a satului 45.91333°N 23.54667°E | Latène, Cultura geto-dacică | Încarcă foto \| video | Raportează eroare |
| AB-I-m-A-00056.02 (RAN: 1909.01.01) | Așezare | localitatea Petrești; municipiul Sebeș            | „Groapa Galbănă”, la 300 m V de podul peste râul Sebeș, la marginea de V a satului 45.91333°N 23.54667°E | Neolitic, Cultura Petrești | Încarcă foto \| video | Raportează eroare |
| AB-I-s-B-00057 (RAN: 6235.01) | Situl arheologic de la Pianu de Jos | sat Pianu de Jos; comuna Pianu                    | „Podei”, la 500 m de ferma de iepuri | | Încarcă foto \| video | Raportează eroare |
| AB-I-m-B-00057.01 (RAN: 6235.01.02) | Așezare | sat Pianu de Jos; comuna Pianu                    | „Podei”, la 500 m de ferma de iepuri | Epoca bronzului timpuriu, Cultura Coțofeni | Încarcă foto \| video | Raportează eroare |
| AB-I-m-B-00057.02 (RAN: 6235.01.01) | Așezare | sat Pianu de Jos; comuna Pianu                    | „Podei”, la 500 m de ferma de iepuri | Neolitic, Cultura Petrești | Încarcă foto \| video | Raportează eroare |
| AB-I-s-B-00058 (RAN: 5666.01) | Situl arheologic de la Presaca Ampoiului | sat Presaca Ampoiului; comuna Meteș               | „Peștera Șura de Piatră”, la 2 km N de sat, pe Valea Ghibațului | | Încarcă foto \| video | Raportează eroare |
| AB-I-m-B-00058.01 (RAN: 5666.01.02) | Așezare | sat Presaca Ampoiului; comuna Meteș               | „Peștera Șura de Piatră”, la 2 km N de sat, pe Valea Ghibațului | Epoca bronzului | Încarcă foto \| video | Raportează eroare |
| AB-I-m-B-00058.02 (RAN: 5666.01.01) | Așezare | sat Presaca Ampoiului; comuna Meteș               | „Peștera Șura de Piatră”, la 2 km N de sat, pe Valea Ghibațului | Eneolitic | Încarcă foto \| video | Raportează eroare |
| AB-I-s-B-00059 (RAN: 6556.01) | Așezare | sat Rădești; comuna Rădești                       | „În Țărmuire”, pe malul Mureșului, la 50 m V de sediul IAS | Epoca daco-romană | Încarcă foto \| video | Raportează eroare |
| AB-I-s-B-00060 (RAN: 1918.01) | Așezare | sat aparținător Răhău; municipiul Sebeș           | „Budurăul Ciobănelului” | Epoca romană | Încarcă foto \| video | Raportează eroare |
| AB-I-s-B-00061 (RAN: 1918.02) | Situl arheologic de la Răhău | sat aparținător Răhău; municipiul Sebeș           | „Dealul Șipotelor”, la 1 km NV de halta CFR, între șosea și calea ferată | | Încarcă foto \| video | Raportează eroare |
| AB-I-m-B-00061.01 (RAN: 1918.02.03) | Așezare | sat aparținător Răhău; municipiul Sebeș           | „Dealul Șipotelor”, la 1 km NV de halta CFR, între șosea și calea ferată | Hallstatt, Cultura Basarabi | Încarcă foto \| video | Raportează eroare |
| AB-I-m-B-00061.02 (RAN: 1918.02.04) | Așezare | sat aparținător Răhău; municipiul Sebeș           | „Dealul Șipotelor”, la 1 km NV de halta CFR, între șosea și calea ferată | Neolitic, Cultura Petrești | Încarcă foto \| video | Raportează eroare |
| AB-I-m-B-00061.03 (RAN: 1918.02.02) | Așezare | sat aparținător Răhău; municipiul Sebeș           | „Dealul Șipotelor”, la 1 km NV de halta CFR, între șosea și calea ferată | Epoca bronzului timpuriu, Cultura Coțofeni | Încarcă foto \| video | Raportează eroare |
| AB-I-s-B-00062 (RAN: 1856.01) | Castru | sat aparținător Războieni-Cetate; oraș Ocna Mureș | „Grajdurile CAP”, la 200 m V de grajduri 46.41722°N 23.86833°E | Epoca romană | Încarcă foto \| video | Raportează eroare |
| AB-I-s-B-00063 (RAN: 6609.01) | Fortificație | sat Rimetea; comuna Rimetea                       | „Piatra Secuiului”, la capătul de N al muntelui Piatra Secuiului | Latène, Cultura geto-dacică | Încarcă foto \| video | Raportează eroare |
| AB-I-s-B-00064 (RAN: 6609.02) | Cetate | sat Rimetea; comuna Rimetea                       | „Piatra Secuiului” | Epoca medievală | Încarcă foto \| video | Raportează eroare |
| AB-I-s-A-00065 (RAN: 6770.01, 6770.02) | Situl arheologic Alburnus Maior-Roșia Montană | sat Roșia Montană; comuna Roșia Montană           | Întreaga localitate, pe o rază de 2 km 46.31445°N 23.11167°E | | Încarcă foto \| video | Raportează eroare |
| AB-I-m-A-00065.01 (RAN: 6770.03.01) | Așezarea romană de la Alburnus Maior, Zona Orlea | sat Roșia Montană; comuna Roșia Montană           | „Orlea”, întreaga localitate, pe o razăde 2 km | Epoca romană | Încarcă foto \| video | Raportează eroare |
| AB-I-m-A-00065.02 | Exploatarea minieră romană de la Alburnus Maior, Masivul Orlea | sat Roșia Montană; comuna Roșia Montană           | „Orlea”, întreaga localitate, pe o razăde 2 km 46.3061°N 23.1282°E | Epoca romană | Alte imagini          | Raportează eroare |
| AB-I-m-A-00065.03 (RAN: 6770.05.01, 6770.05.02) | Vestigiile romane de la Alburnus Maior, zona Carpeni | sat Roșia Montană; comuna Roșia Montană           | „Carpeni” 46.30167°N 23.11094°E | Epoca romană | Încarcă foto \| video | Raportează eroare |
| AB-I-m-A-00065.04 (RAN: 6770.02.01) | Incinta funerară romană din zona „Hop-Găuri” | sat Roșia Montană; comuna Roșia Montană           | „Tău Găuri” 46.31445°N 23.11167°E | Epoca romană | Încarcă foto \| video | Raportează eroare |
| AB-I-m-A-00065.05 (RAN: 6770.11.01, 6770.11.02, 6770.11.03) | Galeria „Cătălina Monulești” din zona protejată a centrului istoric al localității | sat Roșia Montană; comuna Roșia Montană           | Centrul istoric | Epoca romană, medievală, modernă |                       | Raportează eroare |
| AB-I-s-A-20329 (RAN: 6770.02) | Galeriile din Masivul Cârnic | sat Roșia Montană; comuna Roșia Montană           | Masivul Cârnic 46.30583°N 23.13305°E | Epoca romană, medievală, modernă | Încarcă foto \| video | Raportează eroare |
| AB-I-s-B-00066 (RAN: 7106.01) | Cetatea medievală de la Săsciori | sat Săsciori; comuna Săsciori                     | „Cetate”, la 800 m S de podul Sebeș | Epoca medievală | Încarcă foto \| video | Raportează eroare |
| AB-I-s-B-00067 (RAN: 1311.01) | Așezare | sat aparținător Sâncrai; municipiul Aiud          | Castelul Banffi | sec. XI - XII, Epoca medievală timpurie | Încarcă foto \| video | Raportează eroare |
| AB-I-s-B-00068 (RAN: 7927.01) | Situl arheologic de la Sânmiclăuș | sat Sânmiclăuș; comuna Șona                       | „Răstoci - Gruișor” | | Încarcă foto \| video | Raportează eroare |
| AB-I-m-B-00068.01 (RAN: 7927.01.01) | Așezare | sat Sânmiclăuș; comuna Șona                       | „Răstoci - Gruișor” | Epoca migrațiilor | Încarcă foto \| video | Raportează eroare |
| AB-I-m-B-00068.02 (RAN: 7927.01.02) | Necropolă | sat Sânmiclăuș; comuna Șona                       | „Răstoci - Gruișor” | Epoca migrațiilor | Încarcă foto \| video | Raportează eroare |
| AB-I-s-B-00069 (RAN: 1883.01) | Așezare | municipiul Sebeș                                  | „Râpa Roșie”, la 2,5 km E de satul Lancrăm | Epoca bronzului timpuriu, Cultura Coțofeni | Încarcă foto \| video | Raportează eroare |
| AB-I-s-B-00070 (RAN: 1883.02) | Situl arheologic de la Sebeș | municipiul Sebeș                                  | „Podul Pripocului”, la marginea de SE a orașului, de o parte și de alta a liniei CFR spre Sibiu | | Încarcă foto \| video | Raportează eroare |
| AB-I-m-B-00070.01 (RAN: 1883.02.05) | Așezare | municipiul Sebeș                                  | „Podul Pripocului”, la marginea de SE a orașului, de o parte și de alta a liniei CFR spre Sibiu | sec. IV - VI, Epoca migrațiilor | Încarcă foto \| video | Raportează eroare |
| AB-I-m-B-00070.02 (RAN: 1883.02.04) | Așezare | municipiul Sebeș                                  | „Podul Pripocului”, la marginea de SE a orașului, de o parte și de alta a liniei CFR spre Sibiu | Epoca romană | Încarcă foto \| video | Raportează eroare |
| AB-I-m-B-00070.03 (RAN: 1883.02.03) | Așezare | municipiul Sebeș                                  | „Podul Pripocului”, la marginea de SE a orașului, de o parte și de alta a liniei CFR spre Sibiu | Latène, Cultura geto-dacică | Încarcă foto \| video | Raportează eroare |
| AB-I-m-B-00070.04 (RAN: 1883.02.02) | Așezare | municipiul Sebeș                                  | „Podul Pripocului”, la marginea de SE a orașului, de o parte și de alta a liniei CFR spre Sibiu | Hallstatt | Încarcă foto \| video | Raportează eroare |
| AB-I-m-B-00070.05 (RAN: 1883.02.01) | Așezare | municipiul Sebeș                                  | „Podul Pripocului”, la marginea de SE a orașului, de o parte și de alta a liniei CFR spre Sibiu | Neolitic | Încarcă foto \| video | Raportează eroare |
| AB-I-s-B-00071 (RAN: 3020.01) | Așezare | sat Straja; comuna Berghin                        | „Măgura”, la S de sat | Epoca bronzului timpuriu, Cultura Coțofeni | Încarcă foto \| video | Raportează eroare |
| AB-I-s-B-00072 (RAN: 3020.02) | Așezare | sat Straja; comuna Berghin                        | „Fântâna Barnii”, la marginea de S a satului | Epoca bronzului timpuriu, Cultura Coțofeni | Încarcă foto \| video | Raportează eroare |
| AB-I-s-B-00073 (RAN: 7776.01) | Situl arheologic de la Stremț | sat Stremț; comuna Stremț                         | „După vii”, la 300 m NV de grajdurile CAP | | Încarcă foto \| video | Raportează eroare |
| AB-I-m-B-00073.01 (RAN: 7776.01.06) | Așezare | sat Stremț; comuna Stremț                         | „După vii”, la 300 m NV de grajdurile CAP | Epoca romană | Încarcă foto \| video | Raportează eroare |
| AB-I-m-B-00073.02 (RAN: 7776.01.05) | Așezare | sat Stremț; comuna Stremț                         | „După vii”, la 300 m NV de grajdurile CAP | Latène, Cultura geto-dacică | Încarcă foto \| video | Raportează eroare |
| AB-I-m-B-00073.03 (RAN: 7776.01.04) | Așezare | sat Stremț; comuna Stremț                         | „După vii”, la 300 m NV de grajdurile CAP | Hallstatt | Încarcă foto \| video | Raportează eroare |
| AB-I-m-B-00073.04 (RAN: 7776.01.03) | Așezare | sat Stremț; comuna Stremț                         | „După vii”, la 300 m NV de grajdurile CAP | Epoca bronzului | Încarcă foto \| video | Raportează eroare |
| AB-I-m-B-00073.05 (RAN: 7776.01.02) | Așezare | sat Stremț; comuna Stremț                         | „După vii”, la 300 m NV de grajduri | Neolitic | Încarcă foto \| video | Raportează eroare |
| AB-I-m-B-00073.06 (RAN: 7776.01.01) | Așezare | sat Stremț; comuna Stremț                         | „Grajdurile CAP”, la 300 m NV de grajduri | Neolitic | Încarcă foto \| video | Raportează eroare |
| AB-I-s-B-00074 (RAN: 7776.02) | Așezare | sat Stremț; comuna Stremț                         | „Valea Bercului”, la 1,2 km SV de sediul CAP | Epoca bronzului | Încarcă foto \| video | Raportează eroare |
| AB-I-s-B-00075 (RAN: 4963.01) | Necropola romană | sat Șard; comuna Ighiu                            | „Dealul Lazuri”, la capătul de E al dealului, la 3 km NE de sat | sec. II - III p. Chr., Epoca romană | Încarcă foto \| video | Raportează eroare |
| AB-I-s-B-00076 (RAN: 4730.01) | Situl arheologic de la Șpălnaca | sat Șpălnaca; comuna Hopârta                      | „Șugud”, la 1 km de marginea de SE a satului | | Încarcă foto \| video | Raportează eroare |
| AB-I-m-B-00076.01 (RAN: 4730.01.06) | Așezare | sat Șpălnaca; comuna Hopârta                      | „Șugud”, la 1 km de marginea de SE a satului | sec. IX - XV, Epoca medievală | Încarcă foto \| video | Raportează eroare |
| AB-I-m-B-00076.02 (RAN: 4730.01.10) | Necropolă | sat Șpălnaca; comuna Hopârta                      | „Șugud”, la 1 km de marginea de SE a satului | sec. X - XV, Epoca medievală | Încarcă foto \| video | Raportează eroare |
| AB-I-m-B-00076.03 (RAN: 4730.01.05) | Așezare | sat Șpălnaca; comuna Hopârta                      | „Șugud”, la 1 km de marginea de SE a satului | sec. IV - VIII, Epoca migrațiilor | Încarcă foto \| video | Raportează eroare |
| AB-I-m-B-00076.04 (RAN: 4730.01.09) | Necropolă | sat Șpălnaca; comuna Hopârta                      | „Șugud”, la 1 km de marginea de SE a satului | sec. V - VII, Epoca migrațiilor | Încarcă foto \| video | Raportează eroare |
| AB-I-m-B-00076.05 (RAN: 4730.01.08) | Necropolă | sat Șpălnaca; comuna Hopârta                      | „Șugud”, la 1 km de marginea de SE a satului | Epoca romană | Încarcă foto \| video | Raportează eroare |
| AB-I-m-B-00076.06 (RAN: 4730.01.07) | Necropolă | sat Șpălnaca; comuna Hopârta                      | „Șugud”, la 1 km de marginea de SE a satului | Hallstatt | Încarcă foto \| video | Raportează eroare |
| AB-I-m-B-00076.07 (RAN: 4730.01.04) | Așezare | sat Șpălnaca; comuna Hopârta                      | „Șugud”, la 1 km de marginea de SE a satului | Epoca romană | Încarcă foto \| video | Raportează eroare |
| AB-I-m-B-00076.08 (RAN: 4730.01.01, 4730.01.11) | Așezare | sat Șpălnaca; comuna Hopârta                      | „Șugud”, la 1 km de marginea de SE a satului | Neolitic | Încarcă foto \| video | Raportează eroare |
| AB-I-m-B-00076.09 (RAN: 4730.01.02) | Așezare | sat Șpălnaca; comuna Hopârta                      | „Șugud”, la 1 km de marginea de SE a satului | Epoca bronzului | Încarcă foto \| video | Raportează eroare |
| AB-I-s-B-00077 (RAN: 8023.01) | Castrul roman de la Șugag | sat Șugag; comuna Șugag                           | „Vârful lui Pătru”, pe șaua dintre Vârful lui Pătru și Vârful Aușelul | Epoca romană | Încarcă foto \| video | Raportează eroare |
| AB-I-s-A-00078 (RAN: 7080.01) | Situl arheologic de la Tărtăria | sat Tărtăria; comuna Săliștea                     | „Gura Luncii”, la 0,2 km NE de halta CFR | | Încarcă foto \| video | Raportează eroare |
| AB-I-m-A-00078.01 (RAN: 7080.01.01) | Așezare | sat Tărtăria; comuna Săliștea                     | „Gura Luncii”, la 0,2 km NE de halta CFR 45.94833°N 23.40889°E | Neolitic, Cultura Vinča-Turdaș | Încarcă foto \| video | Raportează eroare |
| AB-I-m-A-00078.02 (RAN: 7080.01.02) | Așezare | sat Tărtăria; comuna Săliștea                     | „Gura Luncii”, la 0,2 km NE de halta CFR 45.94833°N 23.40889°E | Neolitic, Cultura Petrești | Încarcă foto \| video | Raportează eroare |
| AB-I-m-A-00078.03 (RAN: 7080.01.03) | Așezare | sat Tărtăria; comuna Săliștea                     | „Gura Luncii”, la 0,2 km NE de halta CFR 45.94833°N 23.40889°E | Epoca bronzului timpuriu, Cultura Coțofeni | Încarcă foto \| video | Raportează eroare |
| AB-I-s-B-00079 (RAN: 8103.01) | Situl arheologic de la Teiuș | oraș Teiuș                                        | „Platoul Cetățuia” | | Încarcă foto \| video | Raportează eroare |
| AB-I-m-B-00079.01 (RAN: 8103.01.01) | Necropolă | oraș Teiuș                                        | „Platoul Cetățuia”, la 1 km N-NV de fabrica de zahăr | Hallstatt târziu | Încarcă foto \| video | Raportează eroare |
| AB-I-m-B-00079.02 (RAN: 8103.01.02) | Așezare | oraș Teiuș                                        | „Platoul Cetățuia”, la 1 km N-NV de fabrica de zahăr | sec. VI - VII, Epoca migrațiilor | Încarcă foto \| video | Raportează eroare |
| AB-I-m-B-00079.03 (RAN: 8103.01.03) | Necropolă | oraș Teiuș                                        | „Platoul Cetățuia”, la 1 km N-NV de fabrica de zahăr | sec. VI - VII, Epoca migrațiilor | Încarcă foto \| video | Raportează eroare |
| AB-I-s-B-00080 (RAN: 8103.02) | Situl arheologic de la Teiuș | oraș Teiuș                                        | „Sub drum”, la 100 m S de șosea, la km 408 pe șoseaua spre Cluj | Epoca bronzului târziu, Cultura Noua | Încarcă foto \| video | Raportează eroare |
| AB-I-s-B-00081 (RAN: 1133.01) | Situl arheologic de la Teleac | sat Teleac; comuna Ciugud                         | „Grușeț - Hârburi”, la marginea de NE a satului | Hallstatt | Încarcă foto \| video | Raportează eroare |
| AB-I-s-B-00082 (RAN: 4179.01) | Situl arheologic de la Tibru | sat Tibru; comuna Cricău                          | „Rât” 46.19828°N 23.56212°E | Epoca romană | Încarcă foto \| video | Raportează eroare |
| AB-I-s-B-00083 (RAN: 4972.01) | Situl arheologic de la Țelna | sat Țelna; comuna Ighiu                           | „Piatra Tăiată - Gugu”, la 3,5 km V de sat, la S de pârâul Gugu | Epoca bronzului timpuriu, Cultura Coțofeni | Încarcă foto \| video | Raportează eroare |
| AB-I-s-B-00084 (RAN: 4972.02) | Situl arheologic de la Țelna, punct „Rupturi” | sat Țelna; comuna Ighiu                           | „Rupturi”, la 500 m NE de capătul de N al satului | | Încarcă foto \| video | Raportează eroare |
| AB-I-m-B-00084.01 (RAN: 4972.02.01) | Așezare | sat Țelna; comuna Ighiu                           | „Rupturi”, la 500 m NE de capătul de N al satului | Epoca bronzului | Încarcă foto \| video | Raportează eroare |
| AB-I-m-B-00084.02 (RAN: 4972.02.02) | Necropolă tumulară | sat Țelna; comuna Ighiu                           | „Rupturi”, la 500 m NE de capătul de N al satului | Epoca bronzului | Încarcă foto \| video | Raportează eroare |
| AB-I-s-B-00085 (RAN: 4972.03) | Situl arheologic de la Țelna, punct „Vârful Măgurii” | sat Țelna; comuna Ighiu                           | „Vârful Măgurii” | Epoca bronzului timpuriu, Cultura Coțofeni | Încarcă foto \| video | Raportează eroare |
| AB-I-s-B-00086 (RAN: 1810.01) | Situl arheologic de la Uioara de Jos | localitatea Uioara de Jos; oraș Ocna Mureș        | „Grui”, la 1,5 km S de marginea satului, la izvorul Văii Ciunga | | Încarcă foto \| video | Raportează eroare |
| AB-I-m-B-00086.01 (RAN: 1810.01.04) | Așezare | localitatea Uioara de Jos; oraș Ocna Mureș        | „Grui”, la 1,5 km S de marginea satului, la izvorul Văii Ciunga | Epoca migrațiilor | Încarcă foto \| video | Raportează eroare |
| AB-I-m-B-00086.02 (RAN: 1810.01.03) | Așezare | localitatea Uioara de Jos; oraș Ocna Mureș        | „Grui”, la 1,5 km S de marginea satului, la izvorul Văii Ciunga | Hallstatt | Încarcă foto \| video | Raportează eroare |
| AB-I-m-B-00086.03 (RAN: 1810.01.01) | Așezare | localitatea Uioara de Jos; oraș Ocna Mureș        | „Grui”, la 1,5 km S de marginea satului, la izvorul Văii Ciunga | Neolitic | Încarcă foto \| video | Raportează eroare |
| AB-I-m-B-00086.04 (RAN: 1810.01.02) | Așezare | localitatea Uioara de Jos; oraș Ocna Mureș        | „Grui”, la 1,5 km S de marginea satului, la izvorul Văii Ciunga | Epoca bronzului | Încarcă foto \| video | Raportează eroare |
| AB-I-s-B-00087 (RAN: 8997.01) | Ruinele cetății medievale a Zebernicului | sat Valea Vințului; comuna Vințu de Jos           | „Valea Vințului”, la 4 km în amonte de confluența Văii Vințului cu râul Mureș | Epoca medievală | Încarcă foto \| video | Raportează eroare |
| AB-II-a-A-00088 (RAN: 1026.25) | Ansamblul fortificației „Cetatea Alba Carolina”, cu toate componentele: ziduri, bastioane, porți, curtine, raveline, contragărzi, terase bastionare, șanțuri interioare și exterioare, contraescarpe.                        | municipiul Alba Iulia                             | cartier Cetate 46.06679°N 23.57305°E | 1714 - 1739 Giovano Morando Visconti (arhitect) | Alte imagini          | Raportează eroare |
| AB-II-m-B-00089 (RAN: 1026.23) | Fosta pulberărie nr. 1 | municipiul Alba Iulia                             | La cca. 150 m N de curtina bastionului Sf. Ștefan | sec. XVIII | Încarcă foto \| video | Raportează eroare |
| AB-II-m-B-00090 | Casă | municipiul Alba Iulia                             | La cca. 50 m N de curtina care leagă bastioanele „Sf. Trinitate” și „Sf. Ștefan” | sec. XVIII | Încarcă foto \| video | Raportează eroare |
| AB-II-s-A-00091 (RAN: 1026.45) | Situl urban „Cetatea Alba Iulia” | municipiul Alba Iulia                             | Delimitată de străzile: E – Bălcescu Nicolae, str. Decebal, str. Goga Octavian; N - Calea Moților, Bd. Horea; V – Bd. Horea, Bd. 1 Decembrie 1918, Bd. Încoronării; S - Bd. Încoronării" | sec. XVIII - XX |                       | Raportează eroare |
| AB-II-m-B-00170 (RAN: 3413.01) | Biserica de lemn „Sf. Nicolae” | municipiul Alba Iulia                             | Str. Valea Popii 10, în incinta mănăstirii „Sf. Ioan Botezătorul” - Micești 46.06388°N 23.5725°E | 1768, modif. sec. XIX | Alte imagini          | Raportează eroare |
| AB-II-m-A-00098 (RAN: 1026.27) | Fosta mănăstire a trinitarienilor, azi Biblioteca documentară Batthyaneum | municipiul Alba Iulia                             | Str. Bethlen Gabriel 1 46.06941°N 23.57803°E | 1715 - 1736,1780 | Alte imagini          | Raportează eroare |
| AB-II-m-A-00100 | Casa „Nicolae Bethlen”, azi Facultatea Teologică Romano-Catolică | municipiul Alba Iulia                             | Str. Bethlen Gabriel 3 | sec. XVIII | Încarcă foto \| video | Raportează eroare |
| AB-II-m-A-00099 (RAN: 1026.28) | Palatul Apor, azi Universitatea 1 Decembrie - rectorat | municipiul Alba Iulia                             | Str. Bethlen Gabriel 5 46.07028°N 23.57139°E | sec. XVII | Alte imagini          | Raportează eroare |
| AB-II-m-B-00101 | Fosta Prefectură, azi Inspectorat școlar județean | municipiul Alba Iulia                             | Str. Bethlen Gabriel 7 | sec. XVIII | Alte imagini          | Raportează eroare |
| AB-II-m-B-00102 | Sediul actual al Prefecturii | municipiul Alba Iulia                             | Piața Brătianu I.C. 1 | sec. XIX-XX |                       | Raportează eroare |
| AB-II-a-B-00092 | Ansamblul urban „Str. George Coșbuc” | municipiul Alba Iulia                             | Str. Coșbuc George 2-26, 11-27 | sf. sec. XIX | Alte imagini          | Raportează eroare |
| AB-II-m-B-00103 | Casă | municipiul Alba Iulia                             | Str. Coșbuc George 12 | sf. sec. XIX | Alte imagini          | Raportează eroare |
| AB-II-m-B-00104 | Casă | municipiul Alba Iulia                             | Str. Coșbuc George 14 | sec. XIX | Alte imagini          | Raportează eroare |
| AB-II-m-B-00105 | Casă | municipiul Alba Iulia                             | Str. Coșbuc George 17 | sec. XIX | Alte imagini          | Raportează eroare |
| AB-II-a-B-00093 | Ansamblul urban „Str. Decebal” | municipiul Alba Iulia                             | Str. Decebal | sec. XX |                       | Raportează eroare |
| AB-II-m-B-00106 | Casă | municipiul Alba Iulia                             | Str. Decebal 2 | 1930 | Încarcă foto \| video | Raportează eroare |
| AB-II-a-B-00095 | Ansamblul urban „Bd. Ferdinand I” | municipiul Alba Iulia                             | Bd. Ferdinand I 1-35, 2-26 | sf. sec. XIX |                       | Raportează eroare |
| AB-II-m-B-00107 | Casă | municipiul Alba Iulia                             | Bd. Ferdinand I 2 | sf. sec. XIX | Alte imagini          | Raportează eroare |
| AB-II-m-B-00108 | Casă | municipiul Alba Iulia                             | Bd. Ferdinand I 4 | sf. sec. XIX | Alte imagini          | Raportează eroare |
| AB-II-m-B-00109 | Casă | municipiul Alba Iulia                             | Bd. Ferdinand I 7 | sf. sec. XIX |                       | Raportează eroare |
| AB-II-m-B-00110 | Casă | municipiul Alba Iulia                             | Bd. Ferdinand I 11 | sf. sec. XIX |                       | Raportează eroare |
| AB-II-m-B-00111 | Casă | municipiul Alba Iulia                             | Bd. Ferdinand I 12 | sf. sec. XIX |                       | Raportează eroare |
| AB-II-m-B-00112 | Casă | municipiul Alba Iulia                             | Bd. Ferdinand I 16 | sf. sec. XIX | Încarcă foto \| video | Raportează eroare |
| AB-II-a-B-00113 (RAN: 1026) | Fosta mănăstire franciscană | municipiul Alba Iulia                             | Bd. Ferdinand I 19-21 | sec. XVIII | Alte imagini          | Raportează eroare |
| AB-II-m-B-00113.01 (RAN: 1026.37.01, 1026.37.02) | Biserica franciscană | municipiul Alba Iulia                             | Bd. Ferdinand I 19-21 46.46162°N 23.58°E | sec. XVIII |                       | Raportează eroare |
| AB-II-m-B-00113.02 | Casă | municipiul Alba Iulia                             | Bd. Ferdinand I 19-21 | sec. XVIII | Încarcă foto \| video | Raportează eroare |
| AB-II-m-B-00114 | Casă | municipiul Alba Iulia                             | Bd. Ferdinand I 26 | sf. sec. XIX | Încarcă foto \| video | Raportează eroare |
| AB-II-m-B-00115 | Clădire | municipiul Alba Iulia                             | Bd. Goga Octavian 11 | înc. sec. XX | Încarcă foto \| video | Raportează eroare |
| AB-II-a-B-00116 (RAN: 1026) | Ansamblul bisericii „Bunavestire”-Grecească | municipiul Alba Iulia                             | Str. Iancu Avram 7 46.07371°N 23.58203°E | sec. XVIII - XIX | Alte imagini          | Raportează eroare |
| AB-II-m-B-00116.01 (RAN: 1026.31.01) | Biserica „Bunavestire” | municipiul Alba Iulia                             | Str. Iancu Avram 7 46.07333°N 23.58194°E | 1783 |                       | Raportează eroare |
| AB-II-m-A-00117 | Biserica „Sf. Treime” (Maieri I) | municipiul Alba Iulia                             | Str. Iașilor 43 46.06206°N 23.5805°E | 1795 | Alte imagini          | Raportează eroare |
| AB-II-m-B-00123 | Fostul palat „Gisella” | municipiul Alba Iulia                             | Piața Maniu Iuliu 10 | sec. XIX | Alte imagini          | Raportează eroare |
| AB-II-m-B-00124 | Cofetăria „Roșu și Negru” | municipiul Alba Iulia                             | Piața Maniu Iuliu 10 46.07138°N 23.58138°E | sec. XIX |                       | Raportează eroare |
| AB-II-a-A-00125 (RAN: 1026.33) | Ansamblul bisericii „Adormirea Maicii Domnului”-Lipoveni | municipiul Alba Iulia                             | Str. Mărășești 17 46.06757°N 23.57104°E | sec. XVII-XIX | Alte imagini          | Raportează eroare |
| AB-II-m-A-00125.01 (RAN: 1026.33.01) | Biserica „Adormirea Maicii Domnului” | municipiul Alba Iulia                             | Str. Mărășești 17 | 1691 |                       | Raportează eroare |
| AB-II-m-A-00193 (RAN: 2933.01) | Biserica de lemn „Învierea Domnului” | municipiul Alba Iulia                             | Str. Mesteacănului 1 46.06361°N 23.5725°E | 1769 | Alte imagini          | Raportează eroare |
| AB-II-m-A-00126 | Muzeul Național al Unirii, fosta clădire „Babilon” | municipiul Alba Iulia                             | Str. Mihai Viteazul 12 46.06596°N 23.57391°E | 1851 | Alte imagini          | Raportează eroare |
| AB-II-m-A-00127 | Sala Unirii, fosta Cazină Militară | municipiul Alba Iulia                             | Str. Mihai Viteazul 14 46.06775°N 23.57391°E | 1898, 1921-1922 |                       | Raportează eroare |
| AB-II-a-A-00128 | Ansamblul Reîntregirii Neamului | municipiul Alba Iulia                             | Str. Mihai Viteazul 16 46.06749°N 23.57351°E | 1921-1922 Victor Ștefănescu (arhitect) |                       | Raportează eroare |
| AB-II-m-A-00128.01 | Catedrala „Sf. Treime” | municipiul Alba Iulia                             | Str. Mihai Viteazul 16 46.06727°N 23.57357°E | 1921-1922 |                       | Raportează eroare |
| AB-II-m-A-00128.02 | Incinta, cu complexul de clădiri | municipiul Alba Iulia                             | Str. Mihai Viteazul 16 46.06855°N 23.5689°E | 1921-1922 |                       | Raportează eroare |
| AB-II-m-A-00129 | Catedrala romano-catolică „Sf. Mihail” | municipiul Alba Iulia                             | Str. Mihai Viteazul 19 46.06739°N 23.5746°E | sec. XIII-XVI | Alte imagini          | Raportează eroare |
| AB-II-a-A-00130 (RAN: 1026.08) | Ansamblul „Palatul Episcopiei romano-catolice” | municipiul Alba Iulia                             | Str. Mihai Viteazul 21 46.91°N 23.81°E | sec. XVI - XVII | Alte imagini          | Raportează eroare |
| AB-II-m-A-00130.01 (RAN: 1026.08.01) | Palatul Episcopiei romano-catolice, azi sediul Arhiescopiei romano-catolice | municipiul Alba Iulia                             | Str. Mihai Viteazul 21 46.06858°N 23.57219°E | sec. XVI - XVII |                       | Raportează eroare |
| AB-II-m-A-00130.02 (RAN: 1026.08.02) | Zid de incintă | municipiul Alba Iulia                             | Str. Mihai Viteazul 21 46.06722°N 23.71861°E | sec. XVI - XVII |                       | Raportează eroare |
| AB-II-m-B-00131 | Comisariat | municipiul Alba Iulia                             | Str. Militari 1 | sec. XVIII |                       | Raportează eroare |
| AB-II-m-B-00132 | Manutanță | municipiul Alba Iulia                             | Str. Militari 2 | 1715 - 1736 |                       | Raportează eroare |
| AB-II-m-A-00133 (RAN: 1026) | Palatul Principilor, azi Cercul Militar | municipiul Alba Iulia                             | Str. Militari 4 46.0673°N 23.5706°E | sec. XVI - XVIII | Alte imagini          | Raportează eroare |
| AB-II-a-B-00094 | Ansamblul urban, „Str. Primăverii” | municipiul Alba Iulia                             | Str. Primăverii | sf. sec. XIX |                       | Raportează eroare |
| AB-II-m-B-00138 | Casă | municipiul Alba Iulia                             | Str. Primăverii 3 | sf. sec. XIX |                       | Raportează eroare |
| AB-II-m-B-00139 | Casă | municipiul Alba Iulia                             | Str. Primăverii 5-7 | sf. sec. XIX | Alte imagini          | Raportează eroare |
| AB-II-m-B-00141 | Casă | municipiul Alba Iulia                             | Str. Primăverii 9 | cca. 1900 |                       | Raportează eroare |
| AB-II-m-B-00142 | Casă | municipiul Alba Iulia                             | Str. Primăverii 11 | cca. 1900 |                       | Raportează eroare |
| AB-II-m-B-00143 | Casă | municipiul Alba Iulia                             | Str. Primăverii 12 | sf. sec. XIX |                       | Raportează eroare |
| AB-II-m-B-00145 | Casă | municipiul Alba Iulia                             | Str. Primăverii 16 | cca. 1900 |                       | Raportează eroare |
| AB-II-m-B-00146 | Casă | municipiul Alba Iulia                             | Str. Primăverii 22 | cca. 1900 |                       | Raportează eroare |
| AB-II-m-B-00134 | Casă | municipiul Alba Iulia                             | Str. Regina Maria 2 | sf. sec. XIX |                       | Raportează eroare |
| AB-II-m-B-00135 | Casă | municipiul Alba Iulia                             | Str. Regina Maria 3 | înc. sec. XX |                       | Raportează eroare |
| AB-II-m-B-00136 | Casă | municipiul Alba Iulia                             | Str. Regina Maria 5 | sf. sec. XIX |                       | Raportează eroare |
| AB-II-m-B-00137 | Casă | municipiul Alba Iulia                             | Str. Regina Maria 7 | sf. sec. XIX |                       | Raportează eroare |
| AB-II-m-B-00154 | Colegiul Bethlen | municipiul Alba Iulia                             | Str. Suluțiu Alexandru Sterca 2 | sec. XVIII | Alte imagini          | Raportează eroare |
| AB-II-m-B-00147 | Clădire, fostă „Casa Camerală” | municipiul Alba Iulia                             | Str. Șaguna Andrei, mitropolit 1 | sec. XVIII |                       | Raportează eroare |
| AB-II-m-B-00148 | Casă | municipiul Alba Iulia                             | Str. Șaguna Andrei, mitropolit 2 | sf. sec. XIX | Alte imagini          | Raportează eroare |
| AB-II-m-B-00149 | Casă | municipiul Alba Iulia                             | Str. Șaguna Andrei, mitropolit 3 46.06584°N 23.58249°E | sec. XIX |                       | Raportează eroare |
| AB-II-m-B-00150 | Casă | municipiul Alba Iulia                             | Str. Șaguna Andrei, mitropolit 5 46.0699°N 23.58039°E | sf. sec. XIX |                       | Raportează eroare |
| AB-II-m-B-00151 | Biblioteca Universității „1 Decembrie 1918” | municipiul Alba Iulia                             | Str. Șaguna Andrei, mitropolit 6 | sf. sec. XIX |                       | Raportează eroare |
| AB-II-m-B-00152 | Casă | municipiul Alba Iulia                             | Str. Șaguna Andrei, mitropolit 7 46.06858°N 23.57975°E | sf. sec. XIX |                       | Raportează eroare |
| AB-II-m-B-00153 | Casă | municipiul Alba Iulia                             | Str. Șaguna Andrei, mitropolit 9 46.0687°N 23.58215°E | sf. sec. XIX |                       | Raportează eroare |
| AB-II-a-B-00096 | Ansamblul urban „Str. Teilor” | municipiul Alba Iulia                             | Str. Teilor 46.07305°N 23.5825°E | sf. sec. XIX |                       | Raportează eroare |
| AB-II-m-B-20911 | Casă | municipiul Alba Iulia                             | Str. Teilor 6 | sf. sec. XIX | Alte imagini          | Raportează eroare |
| AB-II-m-B-00155 | Casă | municipiul Alba Iulia                             | Str. Teilor 8 | sf. sec. XIX | Alte imagini          | Raportează eroare |
| AB-II-m-B-00156 | Casă | municipiul Alba Iulia                             | Str. Teilor 9 | sf. sec. XIX |                       | Raportează eroare |
| AB-II-m-B-00157 | Casă | municipiul Alba Iulia                             | Str. Teilor 10 46.0725°N 23.5825°E | sf. sec. XIX |                       | Raportează eroare |
| AB-II-m-B-00158 | Casă | municipiul Alba Iulia                             | Str. Teilor 11 | înc. sec. XX |                       | Raportează eroare |
| AB-II-m-B-00159 | Casă | municipiul Alba Iulia                             | Str. Teilor 12 46.0725°N 23.58277°E | sf. sec. XIX |                       | Raportează eroare |
| AB-II-m-B-00160 | Casă | municipiul Alba Iulia                             | Str. Teilor 13 | sf. sec. XIX |                       | Raportează eroare |
| AB-II-m-B-00161 | Casă | municipiul Alba Iulia                             | Str. Teilor 15 46.07305°N 23.5825°E | 1906 |                       | Raportează eroare |
| AB-II-m-B-00162 | Casă | municipiul Alba Iulia                             | Str. Teilor 17 | sf. sec. XIX |                       | Raportează eroare |
| AB-II-a-B-00097 | Ansamblul urban „Str. Trandafirilor” | municipiul Alba Iulia                             | Str. Trandafirilor 46.07166°N 23.58305°E | sf. sec. XIX - înc. sec. XX |                       | Raportează eroare |
| AB-II-m-B-00144 | Casa Camil Velican | municipiul Alba Iulia                             | Str. Trandafirilor 11 | înc. sec. XX |                       | Raportează eroare |
| AB-II-m-B-00140 | Casa Rubin Patiția și Zaharia Munteanu | municipiul Alba Iulia                             | Str. Trandafirilor 14 | sf. sec. XIX | Alte imagini          | Raportează eroare |
| AB-II-m-B-00163 | Casă | municipiul Alba Iulia                             | Str. Trandafirilor 17 | sf. sec. XIX |                       | Raportează eroare |
| AB-II-m-B-00164 | Casă | municipiul Alba Iulia                             | Str. Trandafirilor 18 | sf. sec. XIX |                       | Raportează eroare |
| AB-II-m-B-00165 | Casă | municipiul Alba Iulia                             | Str. Trandafirilor 24 | sf. sec. XIX |                       | Raportează eroare |
| AB-II-m-B-00166 | Casă | municipiul Alba Iulia                             | Str. Trandafirilor 26 | sf. sec. XIX |                       | Raportează eroare |
| AB-II-m-B-00118 | Fostul Spital militar, azi Spitalul de Neurologie și Psihiatrie | municipiul Alba Iulia                             | Str. Unirii 3 | sec. XVIII - XX |                       | Raportează eroare |
| AB-II-m-B-00119 | Casă | municipiul Alba Iulia                             | Str. Unirii 5 | sec. XIX |                       | Raportează eroare |
| AB-II-m-B-00120 | Casă | municipiul Alba Iulia                             | Str. Unirii 9 | sec. XVIII |                       | Raportează eroare |
| AB-II-m-B-00122 | Casă | municipiul Alba Iulia                             | Str. Unirii 13 | înc. sec. XX |                       | Raportează eroare |
| AB-II-m-B-00121 (RAN: 1026) | Fostul colegiu iezuit | municipiul Alba Iulia                             | Str. Unirii 15 | sec. XVI | Alte imagini          | Raportează eroare |
| AB-II-a-B-20914 | Ansamblul Calea Ferată Îngustă Abrud-Vidolm | oraș Abrud                                        | | 1912 |                       | Raportează eroare |
| AB-II-m-B-20914.01 | Halta Abrud | oraș Abrud                                        | 46.27993°N 23.05959°E | 1912 |                       | Raportează eroare |
| AB-II-m-B-00168 (RAN: 1160.05) | Biserica romano-catolică | oraș Abrud                                        | Str. Detunata 2 | sec. XV - XVIII | Alte imagini          | Raportează eroare |
| AB-II-a-B-00169 | Casă și poartă | oraș Abrud                                        | Str. Detunata 25 | sec. XIX | Încarcă foto \| video | Raportează eroare |
| AB-II-a-B-00167 (RAN: 1160.04) | Ansamblul bisericii „Sf. Apostoli”-Soharu | oraș Abrud                                        | Str. Soharu 35 | sec. XVIII - XIX | Încarcă foto \| video | Raportează eroare |
| AB-II-m-B-00167.01 (RAN: 1160.04.01) | Biserica „Sf. Apostoli” | oraș Abrud                                        | Str. Soharu 35 | 1787 | Încarcă foto \| video | Raportează eroare |
| AB-II-m-A-00171 (RAN: 1222.09) | Colegiul Bethlen | municipiul Aiud                                   | Str. Bethlen Gabor 1 46.31055°N 23.71694°E | 1775 | Alte imagini          | Raportează eroare |
| AB-II-a-A-00172 (RAN: 1222.08) | Cetatea Aiudului | municipiul Aiud                                   | Str. Consiliul Europei 1 46.30982°N 23.71733°E | sec. XIII - XVIII | Alte imagini          | Raportează eroare |
| AB-II-m-A-00172.01 (RAN: 1222.08.03) | Castelul Bethlen | municipiul Aiud                                   | Str. Consiliul Europei 24 46.30972°N 23.71722°E | sec. XV - XVI, modif. sec. XVII - XVIII |                       | Raportează eroare |
| AB-II-m-A-00172.02 (RAN: 1222.05.01, 1222.05.02, 1222.05.03) | Biserica reformată | municipiul Aiud                                   | Str. Consiliul Europei 1 46.30944°N 23.7175°E | sec. XIII-XVI, modif. sec. XVII și sec. XIX | Alte imagini          | Raportează eroare |
| AB-II-m-A-00172.03 (RAN: 1222.08.04) | Capela evanghelică | municipiul Aiud                                   | Str. Consiliul Europei 1 46.30972°N 23.71722°E | sec. XVIII - XIX | Alte imagini          | Raportează eroare |
| AB-II-m-A-00172.04 (RAN: 1222.08.02) | Incinta fortificată, cu opt bastioane: Bastionul Măcelarilor, Bastionul Croitorilor, Bastionul Cismarilor, Bastionul Blănarilor, Bastionul Dogarilor, Bastionul Kalendas, Bastionul Olarilor, Bastionul Lăcătușilor, curtine | municipiul Aiud                                   | Str. Consiliul Europei 1 46.30938°N 23.71652°E | sec. XV |                       | Raportează eroare |
| AB-II-a-A-00173 | Mănăstirea minorită | municipiul Aiud                                   | Str. Cuza Vodă 3-4 | sec. XVIII - XIX |                       | Raportează eroare |
| AB-II-m-A-00173.01 | Biserică | municipiul Aiud                                   | Str. Cuza Vodă 3-4 46.30982°N 23.71842°E | 1728-1763 (biserica), 1896 (turn) |                       | Raportează eroare |
| AB-II-m-A-00173.02 | Claustru | municipiul Aiud                                   | Str. Cuza Vodă 3-4 | 1728 - 1763 | Încarcă foto \| video | Raportează eroare |
| AB-II-m-B-00175 | Biserica „Schimbarea la Față”-Suseni | sat Almașu Mare; comuna Almașu Mare               | Str. Principală 148 | 1822 | Alte imagini          | Raportează eroare |
| AB-II-m-A-00174 (RAN: 2318.05) | Biserica „Buna Vestire” - Joseni | sat Almașu Mare; comuna Almașu Mare               | Str. Principală 197 | ante 1418, transf. sec. XIX | Alte imagini          | Raportează eroare |
| AB-II-a-B-00176 (RAN: 5595.05) | Ansamblul bisericii „Cuvioasa Paraschiva” | sat Ampoița; comuna Meteș                         | Str. Bisericii 101 | sec. XVII-XIX | Alte imagini          | Raportează eroare |
| AB-II-m-B-00176.01 (RAN: 5595.05.01) | Biserica „Cuvioasa Paraschiva” | sat Ampoița; comuna Meteș                         | Str. Bisericii 101 | sec. XVII | Alte imagini          | Raportează eroare |
| AB-II-a-A-00177 (RAN: 2390.01) | Ansamblul bisericii de lemn „Înălțarea Domnului” | sat Arieșeni; comuna Arieșeni                     | 10 46.4769°N 22.7564°E | 1791 Mihai de la Abrud (zugrav) |                       | Raportează eroare |
| AB-II-m-A-00177.01 (RAN: 2390.01.01) | Biserica de lemn „Înălțarea Domnului” | sat Arieșeni; comuna Arieșeni                     | 10 46.47694°N 22.75638°E | 1791 | Alte imagini          | Raportează eroare |
| AB-II-m-A-00177.02 (RAN: 2390.01.02) | Edicul pentru toacă | sat Arieșeni; comuna Arieșeni                     | 10 | 1791 |                       | Raportează eroare |
| AB-II-m-B-00178 | Casă | sat Avram Iancu; comuna Avram Iancu               | 3 | sec. XIX |                       | Raportează eroare |
| AB-II-m-B-20914.06 | Halta Baia de Arieș | oraș Baia de Arieș                                | | 1912 |                       | Raportează eroare |
| AB-II-m-B-20914.07 | Halta Brăzești | oraș Baia de Arieș                                | | 1912 | Încarcă foto \| video | Raportează eroare |
| AB-II-m-B-00179 (RAN: 2924.01) | Biserica „Învierea Domnului” | oraș Baia de Arieș                                | Str. Brazilor 3 | 1769 | Alte imagini          | Raportează eroare |
| AB-II-a-B-00180 (RAN: 7847.03) | Ansamblul „Biserica de piatră” | sat Băcăinți; comuna Șibot                        | Str. Principală 38A | sec. XIII | Încarcă foto \| video | Raportează eroare |
| AB-II-m-B-00180.01 (RAN: 7847.03.01) | Turnul „Bisericii de piatră” (ruine) | sat Băcăinți; comuna Șibot                        | Str. Principală 38A | sec. XIII | Încarcă foto \| video | Raportează eroare |
| AB-II-m-B-00180.02 (RAN: 7847.03.02) | Pivniță (ruine) | sat Băcăinți; comuna Șibot                        | Str. Principală 38A | sec. XIII | Încarcă foto \| video | Raportează eroare |
| AB-II-m-B-00181 (RAN: 5256.02) | Biserica de lemn „Sf. Theodor Tiron” | sat Băgău; comuna Lopadea Nouă                    | 175 A 46.31305°N 23.79388°E | 1733, modif. și adăugiri în 1847 Simion Oltean (meșteri) | Alte imagini          | Raportează eroare |
| AB-II-a-B-00182 (RAN: 5121.02) | Ansamblul bisericii evanghelice fortificate | sat Bălcaciu; comuna Jidvei                       | Str. Gorunului 6 46.18833°N 24.0575°E | sec. XV - XIX | Alte imagini          | Raportează eroare |
| AB-II-m-B-00182.01 (RAN: 5121.02.01) | Biserica evanghelică | sat Bălcaciu; comuna Jidvei                       | Str. Gorunului 6 | sec. XV - XIX |                       | Raportează eroare |
| AB-II-m-B-00182.02 (RAN: 5121.02.02) | Incintă fortificată | sat Bălcaciu; comuna Jidvei                       | Str. Gorunului 6 | sec. XVI - XVII |                       | Raportează eroare |
| AB-II-m-A-00183 (RAN: 1035.03) | Biserica romano-catolică | localitatea Bărăbanț; municipiul Alba Iulia       | Str. Streiului 18 46.09706°N 23.59295°E | 1302, modif. sec. XVII | Alte imagini          | Raportează eroare |
| AB-II-m-B-00184 | Biserica de lemn „Sf. Împărați Constantin și Elena” | sat Bârlești; comuna Mogoș                        | 236 46.26277°N 22.75638°E | 1844 Gavrilă Negre (meșteri) | Alte imagini          | Raportează eroare |
| AB-II-a-B-00185 (RAN: 4384.01) | Ansamblul bisericii reformate | sat Benic; comuna Galda de Jos                    | | sec. XIII - XVIII |                       | Raportează eroare |
| AB-II-m-B-00185.01 (RAN: 4384.01.01) | Biserica reformată (ruine) | sat Benic; comuna Galda de Jos                    | | sec. XIII - XVI, transf. sec. XVIII |                       | Raportează eroare |
| AB-II-m-B-00185.02 (RAN: 4384.01.02) | Zid de incintă (fragmente) | sat Benic; comuna Galda de Jos                    | | sec. XIII - XVI, transf. sec. XVIII | Încarcă foto \| video | Raportează eroare |
| AB-II-m-A-00186 (RAN: 2997.07) | Biserica de lemn „Sf. Petru” | sat Berghin; comuna Berghin                       | | 1707 | Încarcă foto \| video | Raportează eroare |
| AB-II-m-B-20914.04 | Halta Bistra | sat Bistra; comuna Bistra                         | | 1912 |                       | Raportează eroare |
| AB-II-m-A-00187 (RAN: 1357.03) | Catedrala greco-catolică „Sf. Treime” | municipiul Blaj                                   | Piața 1848, 2 46.179°N 23.9207°E | 1741 - 1749, ext. 1835-1842 Anton Erhard Martinelli, Johann Baptist Martinelli (arhitect), Iacob Zugravul din Rășinari (cupola), Ștefan Tenețchi (iconostasul), Raicu (amvonul) | Alte imagini          | Raportează eroare |
| AB-II-a-A-00188 (RAN: 1357.02) | Mănăstirea bazilienilor | municipiul Blaj                                   | Piața 1848, 2 | 1741 - 1777, ext. sec. XIX | Alte imagini          | Raportează eroare |
| AB-II-a-A-00189 (RAN: 1357.05) | Castelul din Blaj (în prezent ansamblul reședinței mitropolitane) | municipiul Blaj                                   | Str. Aron Petru Pavel 1-2 | sec. XVI - XIX | Alte imagini          | Raportează eroare |
| AB-II-m-A-00189.01 (RAN: 1357.05.01) | Reședința mitropolitană | municipiul Blaj                                   | Str. Aron Petru Pavel 1-2 | 1535, transf. 1837 |                       | Raportează eroare |
| AB-II-m-A-00189.02 (RAN: 1357.05.02) | Cancelaria mitropolitană | municipiul Blaj                                   | Str. Aron Petru Pavel 1-2 | sec. XVIII | Încarcă foto \| video | Raportează eroare |
| AB-II-m-A-00189.03 (RAN: 1357.05.03) | Clădiri anexe | municipiul Blaj                                   | Str. Aron Petru Pavel 1-2 | sec. XVIII | Încarcă foto \| video | Raportează eroare |
| AB-II-a-A-00190 (RAN: 1357.04) | Ansamblul bisericii „Sf. Arhangheli” (a grecilor) | municipiul Blaj                                   | Str. Vancea Mitropolit 3 46.17194°N 23.92305°E | sec. XVIII - XIX | Alte imagini          | Raportează eroare |
| AB-II-m-A-00190.01 (RAN: 1357.04.01) | Biserica „Sf. Arhangheli” (a grecilor) | municipiul Blaj                                   | Str. Vancea Mitropolit 3 | cca. 1770 | Alte imagini          | Raportează eroare |
| AB-II-a-A-00191 (RAN: 4286.01) | Ansamblul bisericii evanghelice fortificate | sat Boz; comuna Doștat                            | Str. Principală nr. topo 312-315 45.94776°N 23.80179°E | sec. XVI - XVIII |                       | Raportează eroare |
| AB-II-m-A-00191.01 (RAN: 4286.01.01) | Biserica evanghelică fortificată | sat Boz; comuna Doștat                            | Str. Principală nr. topo 312-315 | 1523 |                       | Raportează eroare |
| AB-II-m-A-00191.02 (RAN: 4286.01.02) | Incintă fortificată, cu bastion-școala veche | sat Boz; comuna Doștat                            | Str. Principală nr. topo 312-315 | 1762 |                       | Raportează eroare |
| AB-II-a-B-00192 | Gospodărie țărănească | sat Brădet; comuna Almașu Mare                    | 16 | sec. XIX | Încarcă foto \| video | Raportează eroare |
| AB-II-m-B-00192.01 | Casă de lemn | sat Brădet; comuna Almașu Mare                    | 16 | sec. XIX | Încarcă foto \| video | Raportează eroare |
| AB-II-m-B-00192.02 | Șură poligonală | sat Brădet; comuna Almașu Mare                    | 16 | sec. XIX | Încarcă foto \| video | Raportează eroare |
| AB-II-m-B-00194 (RAN: 4304.03) | Biserica reformată | sat Bucerdea Grânoasă; comuna Bucerdea Grânoasă   | 410 A | sec. XVI, ext. sec. XVIII și 1868 | Alte imagini          | Raportează eroare |
| AB-II-m-A-00195 (RAN: 4507.01) | Biserica „Adormirea Maicii Domnului” | sat Cărpiniș; comuna Gârbova                      | 25 45.83136°N 23.66044°E | sec. XVIII |                       | Raportează eroare |
| AB-II-a-A-00196 (RAN: 4115.02) | Ansamblul „Cetate” (Burgviertel) | sat Câlnic; comuna Câlnic                         | Str. Principală 378 45.88906°N 23.66013°E | sec. XIII-XIX | Alte imagini          | Raportează eroare |
| AB-II-m-A-00196.01 (RAN: 4115.02.03) | Donjonul Siegfried | sat Câlnic; comuna Câlnic                         | Str. Principală 378 | sec. XIII |                       | Raportează eroare |
| AB-II-m-A-00196.02 (RAN: 4115.02.04) | Capelă | sat Câlnic; comuna Câlnic                         | Str. Principală 378 | sec. XIII-XV |                       | Raportează eroare |
| AB-II-m-A-00196.03 (RAN: 4115.02.01) | Incintă fortificată interioară și încăperi pentru provizii (fragmente) | sat Câlnic; comuna Câlnic                         | Str. Principală 378 | sec. XIII-XV |                       | Raportează eroare |
| AB-II-m-A-00196.04 (RAN: 4115.02.02) | Incintă fortificată exterioară | sat Câlnic; comuna Câlnic                         | Str. Principală 378 | mijl. sec. XVI |                       | Raportează eroare |
| AB-II-m-A-00196.05 (RAN: 4115.02.05) | Biserica evanghelică | sat Câlnic; comuna Câlnic                         | Str. Principală 378 | sf. sec. XIV-sec. XVI, sec. XIX | Încarcă foto \| video | Raportează eroare |
| AB-II-m-A-00196.06 (RAN: 4115.02.06) | Casa parohială evanghelică, azi sediu al Fundației „Ars Transsilvaniae” | sat Câlnic; comuna Câlnic                         | Str. Principală 378 | sec. XVI - XVIII | Încarcă foto \| video | Raportează eroare |
| AB-II-s-A-00197 (RAN: 4115.03) | Situl rural Câlnic | sat Câlnic; comuna Câlnic                         | Sit delimitat cf. avizului de clasare 806/E/1998 al Ministerului Culturii 45.88889°N 23.66028°E | sec. XIII-XIX | Încarcă foto \| video | Raportează eroare |
| AB-II-m-B-20914.03 | Halta Câmpeni | oraș Câmpeni                                      | | 1912 | Încarcă foto \| video | Raportează eroare |
| AB-II-m-B-20914.11 | Pod Câmpeni | oraș Câmpeni                                      | | 1912 | Încarcă foto \| video | Raportează eroare |
| AB-II-a-A-00198 (RAN: 3770.01) | Ansamblul bisericii evanghelice fortificate | sat Cenade; comuna Cenade                         | 96 46.03056°N 24.05722°E | sec. XV - înc. sec. XX |                       | Raportează eroare |
| AB-II-m-A-00198.01 | Biserica evanghelică | sat Cenade; comuna Cenade                         | 96 | sec. XV, sec. XIX - XX |                       | Raportează eroare |
| AB-II-m-A-00198.02 | Incintă fortificată | sat Cenade; comuna Cenade                         | 96 | sec. XV - XVI |                       | Raportează eroare |
| AB-II-m-B-00199 | Biserica „Buna Vestire” | sat Cergău Mare; comuna Cergău                    | 127 46.09852°N 23.92138°E | 1804 | Alte imagini          | Raportează eroare |
| AB-II-m-A-00200 (RAN: 3967.06) | Biserica reformată | sat Cetatea de Baltă; comuna Cetatea de Baltă     | Str. Dacilor 8 46.24777°N 24.17222°E | sec. XIII - XV, adăugiri sec. XIX | Alte imagini          | Raportează eroare |
| AB-II-a-A-00201 (RAN: 3967.05) | Ansamblul castelului Bethlen-Haller | sat Cetatea de Baltă; comuna Cetatea de Baltă     | Str. Libertății 46.25577°N 24.17349°E | sec. XVII - XVIII | Alte imagini          | Raportează eroare |
| AB-II-m-A-00201.01 (RAN: 3967.05.01) | Castelul Bethlen - Haller | sat Cetatea de Baltă; comuna Cetatea de Baltă     | Str. Libertății | 1615 - 1624, ref. 1769 - 1773 |                       | Raportează eroare |
| AB-II-m-A-00201.02 (RAN: 3967.05.02) | Anexe | sat Cetatea de Baltă; comuna Cetatea de Baltă     | Str. Libertății | sec. XVIII | Încarcă foto \| video | Raportează eroare |
| AB-II-m-B-00202 (RAN: 2354.03) | Biserica „Sf. Nicolae” | sat Cib; comuna Almașu Mare                       | Str. Principală 112 | 1750 | Alte imagini          | Raportează eroare |
| AB-II-m-A-00203 (RAN: 5773.02) | Biserica „Sf. Arhangheli” | sat Cicău; comuna Mirăslău                        | 116 46.40022°N 23.67736°E | sec. XV, transf. sec. XVIII | Alte imagini          | Raportează eroare |
| AB-II-a-B-00204 (RAN: 1838.02) | Ansamblul castelului Mikes (ruine) | sat aparținător Cisteiu de Mureș; oraș Ocna Mureș | 1A 46.37891°N 23.80788°E | sec. XVIII - XIX | Alte imagini          | Raportează eroare |
| AB-II-m-B-00204.01 (RAN: 1838.02.01) | Castelul Mikes | sat aparținător Cisteiu de Mureș; oraș Ocna Mureș | 1A | sec. XIX | Încarcă foto \| video | Raportează eroare |
| AB-II-m-B-00204.02 (RAN: 1838.02.02) | Curie | sat aparținător Cisteiu de Mureș; oraș Ocna Mureș | 1A | 1796 | Încarcă foto \| video | Raportează eroare |
| AB-II-m-B-00204.03 (RAN: 1838.02.03) | Capelă | sat aparținător Cisteiu de Mureș; oraș Ocna Mureș | 1A | sec. XVIII |                       | Raportează eroare |
| AB-II-m-B-00204.04 (RAN: 1838.02.04) | Hambar | sat aparținător Cisteiu de Mureș; oraș Ocna Mureș | 1A | sec. XVIII | Încarcă foto \| video | Raportează eroare |
| AB-II-m-A-00205 (RAN: 1838.01) | Biserica de lemn „Sf. Arhangheli” | sat aparținător Cisteiu de Mureș; oraș Ocna Mureș | | sec. XVIII | Alte imagini          | Raportează eroare |
| AB-II-a-B-00206 (RAN: 1277.04) | Ansamblul bisericii reformate | sat aparținător Ciumbrud; municipiul Aiud         | Str. Colinei 20 | sec. XIII - înc. sec. XX |                       | Raportează eroare |
| AB-II-m-B-00206.01 (RAN: 1277.04.01) | Biserica reformată | sat aparținător Ciumbrud; municipiul Aiud         | Str. Colinei 20 | sec. XIII - XVIII, ext. 1918 - 1919 | Alte imagini          | Raportează eroare |
| AB-II-m-B-00207 (RAN: 5915.01) | Biserica de lemn „Sf. Arhangheli” | sat Cojocani; comuna Mogoș                        | 454 46.28472°N 23.36861°E | 1700 - 1769, ext. înc. sec. XIX Gheorghe Zugravul, Crăciun Zugravul (zugravi)                                                                                                   | Alte imagini          | Raportează eroare |
| AB-II-m-A-00208 (RAN: 6618.03) | Cetatea nobiliară Colțești (Sângeorgiu-Trăscău) | sat Colțești; comuna Rimetea                      | Dealul Cetății (Varodal) 46.4252°N 23.54425°E | sec. XIII-XV | Alte imagini          | Raportează eroare |
| AB-II-a-A-00209 (RAN: 6618.02) | Fosta mănăstire franciscană | sat Colțești; comuna Rimetea                      | 170 | sec. XVIII - XIX | Încarcă foto \| video | Raportează eroare |
| AB-II-m-A-00209.01 (RAN: 6618.02.01) | Biserica romano-catolică | sat Colțești; comuna Rimetea                      | 170 | 1727, ref. 1897 | Alte imagini          | Raportează eroare |
| AB-II-m-A-00209.02 (RAN: 6618.02.02) | Claustru (Claustrul franciscanilor) | sat Colțești; comuna Rimetea                      | 170 | 1727 | Încarcă foto \| video | Raportează eroare |
| AB-II-m-B-00210 | Biserica de lemn „Sf. Arhangheli” | sat Copand; comuna Noșlac                         | 9 46.42083°N 23.98055°E | sec. XVIII,1856 - strămutată în Copand și modif. | Alte imagini          | Raportează eroare |
| AB-II-a-A-00211 (RAN: 4151.02) | Ansamblul bisericii reformate fortificate | sat Cricău; comuna Cricău                         | 345 A 46.17424°N 23.56571°E | sec. XIII-XV | Alte imagini          | Raportează eroare |
| AB-II-m-A-00211.01 (RAN: 4151.02.01) | Biserica reformată, fostă biserică evanghelică | sat Cricău; comuna Cricău                         | 345 A | sec. XIII-XV |                       | Raportează eroare |
| AB-II-m-A-00211.02 (RAN: 4151.02.02) | Incintă fortificată | sat Cricău; comuna Cricău                         | 345 A | sec. XV | Încarcă foto \| video | Raportează eroare |
| AB-II-m-B-00212 | Casa parohială ortodoxă | sat Cricău; comuna Cricău                         | 364 46.17437°N 23.5647°E | sec. XIX | Încarcă foto \| video | Raportează eroare |
| AB-II-m-B-00213 | Biserica „Sf. Arhangheli” și „Sf. Treime” | oraș Cugir                                        | Str. Spicului 1-3 | 1808 | Alte imagini          | Raportează eroare |
| AB-II-m-B-00214 (RAN: 4124.02) | Conacul Bethlen | sat Cut; comuna Cut                               | 235 | sec. XVIII | Încarcă foto \| video | Raportează eroare |
| AB-II-m-A-00215 (RAN: 4259.03) | Biserica „Pogorârea Sf. Duh” | sat Daia Română; comuna Daia Română               | Str. Calea Morii 852A | sec. XVII - XX |                       | Raportează eroare |
| AB-II-m-A-00216 (RAN: 5005.01) | Biserica de lemn „Sf. Arhangheli” | sat Dealu Geoagiului; comuna Întregalde           | 32 46.28365°N 23.42029°E | 1742, ext. sec. XIX | Alte imagini          | Raportează eroare |
| AB-II-m-B-00365.01 (RAN: 4311.01.01) | Biserica de lemn „Sf. Arhangheli” | sat Fărău; comuna Fărău                           | în incinta mănăstirii ortodoxe | 1664 | Alte imagini          | Raportează eroare |
| AB-II-m-A-00217 | Biserica de lemn „Sf. Arhangheli” | sat Fărău; comuna Fărău                           | Str. Școlii 117 | 1762,1842 | Alte imagini          | Raportează eroare |
| AB-II-m-A-00218 (RAN: 2005.01) | Biserica „Nașterea Maicii Domnului” | sat aparținător Feneș; oraș Zlatna                | 72 | 1750 | Încarcă foto \| video | Raportează eroare |
| AB-II-m-A-00219 (RAN: 4375.02) | Biserica „Nașterea Maicii Domnului” | sat Galda de Jos; comuna Galda de Jos             | Str. Principală nr. topo 476 46.17991°N 23.62197°E | 1715 | Alte imagini          | Raportează eroare |
| AB-II-m-A-00220 (RAN: 4400.01) | Biserica „Sf. Arhangheli” | sat Galda de Sus; comuna Galda de Jos             | 88 | sec. XVII,1750 - 1800 | Alte imagini          | Raportează eroare |
| AB-II-a-A-00221 (RAN: 6084.02) | Ansamblul bisericii de lemn „Sf. Arhangheli” | sat Găbud; comuna Noșlac                          | 142 A | sec. XVIII - XIX |                       | Raportează eroare |
| AB-II-m-A-00221.01 (RAN: 6084.02.01) | Biserica de lemn „Sf. Arhangheli” | sat Găbud; comuna Noșlac                          | 142 A | 1776,1874 - 1875, strămutată în Găbud |                       | Raportează eroare |
| AB-II-m-A-00221.02 | Clopotniță de lemn | sat Găbud; comuna Noșlac                          | 142 A | sec. XIX |                       | Raportează eroare |
| AB-II-m-A-00223 (RAN: 4491.04) | Bazilica romanică - „Bergkirche” (ruine) | sat Gârbova; comuna Gârbova                       | În cimitir 45.86139°N 23.72731°E | sec. XIII | Alte imagini          | Raportează eroare |
| AB-II-m-B-00224 (RAN: 4491.03) | Cetatea Urieșilor - Alte Burg (ruine) | sat Gârbova; comuna Gârbova                       | La cca. 2 km S de sat, pe drumul spre Jina, în pădure | sec. XIII-XIV | Încarcă foto \| video | Raportează eroare |
| AB-II-a-A-00222 (RAN: 4491.05) | Cetatea Greavilor | sat Gârbova; comuna Gârbova                       | Str. Văii 453 | sec. XIII - XVI | Alte imagini          | Raportează eroare |
| AB-II-m-A-00222.01 (RAN: 4491.05.02) | Donjon, azi turn-clopotniță | sat Gârbova; comuna Gârbova                       | Str. Văii 453 | sec. XIII - XVI,1879 |                       | Raportează eroare |
| AB-II-m-A-00222.02 (RAN: 4491.05.01) | Incintă fortificată | sat Gârbova; comuna Gârbova                       | Str. Văii 453 | sec. XIII - XVII |                       | Raportează eroare |
| AB-II-m-B-00225 (RAN: 1286.01) | Biserica romano-catolică (ruine) | sat aparținător Gârbova de Jos; municipiul Aiud   | La 1,5 km E de sat | sec. XIII - sec. XV | Încarcă foto \| video | Raportează eroare |
| AB-II-m-B-00226 (RAN: 1295.02) | Biserica „Din Deal” (ruine) | sat aparținător Gârbova de Sus; municipiul Aiud   | La 300 m V de sat, în cimitirul vechi | sec. XIV - XV | Încarcă foto \| video | Raportează eroare |
| AB-II-m-B-00227 (RAN: 1302.01) | Biserica „Nașterea Maicii Domnului” | sat aparținător Gârbovița; municipiul Aiud        | Str. Principală 58 | sec. XIV, modif. șiext. sec. XVIII | Alte imagini          | Raportează eroare |
| AB-II-m-A-00228 (RAN: 4534.01) | Biserica de lemn „Nașterea Sf. Ioan Botezătorul” | sat Gârda de Sus; comuna Gârda de Sus             | 54 A | 1792, modif. 1863 | Alte imagini          | Raportează eroare |
| AB-II-m-A-00229 (RAN: 7794.01) | Biserica „Intrarea în Biserică” | sat Geoagiu de Sus; comuna Stremț                 | 118 | sec. XVI, transf. ante 1724 și 1793 | Alte imagini          | Raportează eroare |
| AB-II-m-A-00230 (RAN: 6422.01) | Biserica de lemn „Sf. Arhangheli” | sat Geogel; comuna Ponor                          | 54 | 1751, ext. 1823, modif. 1848 | Alte imagini          | Raportează eroare |
| AB-II-m-A-00231 (RAN: 3002.09) | Biserica de lemn „Sf. Nicolae” | sat Ghirbom; comuna Berghin                       | 112 | 1688, ext. sec. XIX | Alte imagini          | Raportează eroare |
| AB-II-m-A-00232 (RAN: 8568.01) | Biserica de lemn „Sf. Trei Ierarhi” | sat Goiești; comuna Vidra                         | 256 | sec. XVIII, (ante 1792) | Alte imagini          | Raportează eroare |
| AB-II-m-B-00234 (RAN: 5407.01) | Biserica „Pogorârea Sf. Duh” | sat Hădărău; comuna Lupșa                         | Str. Hădărău 86 | 1770 - 1800,1862 | Alte imagini          | Raportează eroare |
| AB-II-m-B-21040 | Biserica „Sfinții Arhangheli” | sat Horea; comuna Horea                           | Str. Bisericii 1 | 1841 | Alte imagini          | Raportează eroare |
| AB-II-m-B-00235 (RAN: 4954.02) | Biserica „Cuvioasa Paraschiva” | sat Ighiel; comuna Ighiu                          | 71 46.1492°N 23.47448°E | înc. sec. XVIII | Alte imagini          | Raportează eroare |
| AB-II-m-B-00237 (RAN: 4936.02) | Biserica „Cuvioasa Paraschiva” | sat Ighiu; comuna Ighiu                           | 270 | 1724, turn-clopotniță 1761 |                       | Raportează eroare |
| AB-II-a-A-00236 (RAN: 4936.03) | Ansamblul bisericii reformate | sat Ighiu; comuna Ighiu                           | 327 46.14459°N 23.51503°E | sec. XV - XVIII |                       | Raportează eroare |
| AB-II-m-A-00236.01 (RAN: 4936.03.01) | Biserica reformată, fostă biserică evanghelică | sat Ighiu; comuna Ighiu                           | 327 | sf. sec. XVIII | Alte imagini          | Raportează eroare |
| AB-II-m-A-00236.02 (RAN: 4936.03.02) | Incintă fortificată (ruine) | sat Ighiu; comuna Ighiu                           | 327 | sec. XV |                       | Raportează eroare |
| AB-II-m-A-00236.03 | Casa parohială reformată, fostă casă parohială evanghelică | sat Ighiu; comuna Ighiu                           | 327 | sec. XVIII | Încarcă foto \| video | Raportează eroare |
| AB-II-a-A-00238 | Ansamblul „Casa lui Avram Iancu” | sat Incești; comuna Avram Iancu                   | 500 A 46.35813°N 22.85864°E | sec. XVIII - XIX | Alte imagini          | Raportează eroare |
| AB-II-m-B-00239 (RAN: 3592.01) | Biserica „Sf. Arhangheli” | sat Izbita; comuna Bucium                         | 365 A | sec. XVIII | Încarcă foto \| video | Raportează eroare |
| AB-II-m-B-00240 (RAN: 4990.01) | Biserica de lemn „Sf. Ilie” | sat Întregalde; comuna Întregalde                 | Str. Modolești 60 | 1774, modif. sec. XIX | Alte imagini          | Raportează eroare |
| AB-II-a-A-00241 (RAN: 5112.02) | Ansamblul bisericii evanghelice | sat Jidvei; comuna Jidvei                         | Str. Perilor 15 46.22138°N 24.11027°E | sec. XV - XVIII | Alte imagini          | Raportează eroare |
| AB-II-m-A-00241.01 (RAN: 5112.02.01) | Biserica evanghelică | sat Jidvei; comuna Jidvei                         | Str. Perilor 15 | sec. XV, modif. 1795 |                       | Raportează eroare |
| AB-II-m-A-00241.02 (RAN: 5112.02.02) | Zid de incintă (fragmente) | sat Jidvei; comuna Jidvei                         | Str. Perilor 15 | sec. XV |                       | Raportează eroare |
| AB-II-m-A-00241.03 (RAN: 5112.02.03) | Turn-clopotniță | sat Jidvei; comuna Jidvei                         | Str. Perilor 15 | sec. XV |                       | Raportează eroare |
| AB-II-m-B-00242 (RAN: 7259.01) | Biserica de lemn „Sf. Arhangheli” | sat Lăzești; comuna Scărișoara                    | 671 | 1700 - 1738, ext. 1878 | Alte imagini          | Raportează eroare |
| AB-II-m-A-00244 (RAN: 5176.02) | Biserica „Adormirea Maicii Domnului” | sat Livezile; comuna Livezile                     | 58 | 1611, 1848 | Alte imagini          | Raportează eroare |
| AB-II-m-A-00245 (RAN: 5229.02) | Biserica reformată | sat Lopadea Nouă; comuna Lopadea Nouă             | 54 46.28916°N 23.8154°E | sec. XV, 1864 (turn) | Alte imagini          | Raportează eroare |
| AB-II-m-B-20914.14 | Tunelul Lunca Arieș | sat Lunca Arieș; comuna Ocoliș                    | | 1912 | Încarcă foto \| video | Raportează eroare |
| AB-II-m-B-00246 (RAN: 6137.01) | Biserica de lemn „Botezul Domnului” | sat Lunca Largă; comuna Ocoliș                    | 10 A | sec. XVIII | Alte imagini          | Raportează eroare |
| AB-II-m-A-00247 (RAN: 5318.01) | Biserica de lemn „Pogorârea Sf. Duh” și „Sf. Arhangheli” | sat Lunca Mureșului; comuna Lunca Mureșului       | Str. Cimitirului 67 46.42916°N 23.905°E | 1723, modif. sec. XIX | Alte imagini          | Raportează eroare |
| AB-II-m-B-20914.05 | Halta Lupșa | sat Lupșa; comuna Lupșa                           | | 1912 | Încarcă foto \| video | Raportează eroare |
| AB-II-m-A-00248 (RAN: 3545.01) | Biserica „Sf. Gheorghe” | sat Lupșa; comuna Lupșa                           | 1 46.37012°N 23.20284°E | 1421, ext. sec. XVIII-înc. sec. XIX | Alte imagini          | Raportează eroare |
| AB-II-a-A-00249 (RAN: 1259.02) | Ansamblul bisericii „Sf. Treime”, a fostei mănăstiri Măgina | localitatea Măgina; municipiul Aiud               | Str. Pandurilor 12bis | sec. XVII - XVIII | Alte imagini          | Raportează eroare |
| AB-II-m-A-00249.01 (RAN: 1259.02.01) | Biserica „Sf. Treime” | localitatea Măgina; municipiul Aiud               | Str. Pandurilor 12bis | 1611, ext. sec. XVIII | Alte imagini          | Raportează eroare |
| AB-II-m-A-00249.02 (RAN: 1259.02.02) | Zid de incintă (ruine) | localitatea Măgina; municipiul Aiud               | Str. Pandurilor 12bis | sec. XVII |                       | Raportează eroare |
| AB-II-m-B-00251 (RAN: 1428.02) | Biserica „Schimbarea la Față” | sat aparținător Mănărade; municipiul Blaj         | Str. Principală 114 | 1737 | Alte imagini          | Raportează eroare |
| AB-II-a-B-00250 (RAN: 1428.03) | Ansamblul bisericii evanghelice fortificate | sat aparținător Mănărade; municipiul Blaj         | Str. Principală 189 46.14073°N 23.97041°E | sec. XVII - XIX | Alte imagini          | Raportează eroare |
| AB-II-m-B-00250.01 (RAN: 1428.03.01) | Biserica evanghelică | sat aparținător Mănărade; municipiul Blaj         | Str. Principală 189 | 1864 |                       | Raportează eroare |
| AB-II-m-B-00250.02 (RAN: 1428.03.02) | Incintă fortificată, cu turn-clopotniță | sat aparținător Mănărade; municipiul Blaj         | Str. Principală 189 | sec. XVII, turn-clopotniță 1832 |                       | Raportează eroare |
| AB-II-m-A-00252 (RAN: 4437.01) | Biserica „Cuvioasa Paraschiva” | sat Mesentea; comuna Galda de Jos                 | Str. Principală nr. topo 50 | 1782 | Alte imagini          | Raportează eroare |
| AB-II-m-B-00253 (RAN: 5586.02) | Biserica „Cuvioasa Paraschiva” | sat Meteș; comuna Meteș                           | nr. topo 51, 54 | 1780 | Alte imagini          | Raportează eroare |
| AB-II-m-B-00254 (RAN: 6057.02) | Biserica reformată | sat Noșlac; comuna Noșlac                         | 11 A | sec. XV, transf. sec. XVIII |                       | Raportează eroare |
| AB-II-m-B-00255 (RAN: 6057.01) | Biserica de lemn „Sf. Arhangheli” | sat Noșlac; comuna Noșlac                         | 278 A | 1700 - 1783, modif. 1803 și 1923 |                       | Raportează eroare |
| AB-II-a-B-00256 (RAN: 5737.02) | Ansamblul castelului Weselleny | sat Obreja; comuna Mihalț                         | 190 46.1744°N 23.7569°E | sec. XVIII - XX |                       | Raportează eroare |
| AB-II-m-B-00256.01 | Castelul Weselleny | sat Obreja; comuna Mihalț                         | 190 46.1744°N 23.7569°E | 1901 |                       | Raportează eroare |
| AB-II-m-B-00256.02 (RAN: 5737.02.02) | Grânar | sat Obreja; comuna Mihalț                         | 190 | sec. XVIII |                       | Raportează eroare |
| AB-II-m-B-00257 (RAN: 1801.02) | Biserica romano-catolică | oraș Ocna Mureș                                   | Str. Iorga Nicolae 16 | sec. XVIII | Alte imagini          | Raportează eroare |
| AB-II-m-B-20914.09 | Halta Ocoliș | sat Ocoliș; comuna Ocoliș                         | | 1912 | Încarcă foto \| video | Raportează eroare |
| AB-II-m-B-20914.13 | Pod Ocoliș | sat Ocoliș; comuna Ocoliș                         | | 1912 | Încarcă foto \| video | Raportează eroare |
| AB-II-m-B-00258 | Casă de lemn | localitatea Pâclișa; municipiul Alba Iulia        | Str. Carpenului 171 | sec. XIX | Încarcă foto \| video | Raportează eroare |
| AB-II-a-A-00259 (RAN: 1909.04) | Ansamblul fostei biserici evanghelice | localitatea Petrești; municipiul Sebeș            | În cimitirul evanghelic 45.92019°N 23.56186°E | sec. XIV - XVII | Încarcă foto \| video | Raportează eroare |
| AB-II-m-A-00259.01 (RAN: 1909.04.01) | Incintă fortificată | localitatea Petrești; municipiul Sebeș            | În cimitirul evanghelic | sec. XIV - XVIII | Încarcă foto \| video | Raportează eroare |
| AB-II-m-A-00259.02 (RAN: 1909.04.02) | Turn-clopotniță | localitatea Petrești; municipiul Sebeș            | În cimitirul evanghelic | sec. XIV - XVIII | Încarcă foto \| video | Raportează eroare |
| AB-II-m-A-00260 (RAN: 1393.02) | Biserica reformată | localitatea Petrisat; municipiul Blaj             | Str. Principală 23 | sec. XIII, ext. sec. XV, 1913 (turn) | Alte imagini          | Raportează eroare |
| AB-II-a-A-00261 | Ansamblul bisericii evanghelice | sat Pianu de Jos; comuna Pianu                    | Str. Cloșca 343 45.93956°N 23.48723°E | sec. XIII-XIX |                       | Raportează eroare |
| AB-II-m-A-00261.01 | Biserica evanghelică | sat Pianu de Jos; comuna Pianu                    | Str. Cloșca 343 | sec. XIII - XV, transf. 1798 |                       | Raportează eroare |
| AB-II-m-A-00261.02 | Zid de incintă (ruine) | sat Pianu de Jos; comuna Pianu                    | Str. Cloșca 343 | sec. XV | Încarcă foto \| video | Raportează eroare |
| AB-II-a-A-00262 (RAN: 6226.01) | Ansamblul bisericii de lemn „Cuvioasa Paraschiva” | sat Pianu de Sus; comuna Pianu                    | În cimitir | sec. XVIII - XX |                       | Raportează eroare |
| AB-II-m-A-00262.01 (RAN: 6226.01.01) | Biserica „Cuvioasa Paraschiva” | sat Pianu de Sus; comuna Pianu                    | În cimitir | 1780 |                       | Raportează eroare |
| AB-II-m-B-00263 (RAN: 5648.01) | Biserica „Cuvioasa Paraschiva” | sat Poiana Ampoiului; comuna Meteș                | Str. Principală 125 | 1700 - 1761, modif. 1918 |                       | Raportează eroare |
| AB-II-m-B-00264 (RAN: 8719.01) | Biserica „Sf. Dumitru” | sat Poieni; comuna Vidra                          | 473 | sec. XVIII | Alte imagini          | Raportează eroare |
| AB-II-m-B-20914.12 | Pod Poșaga de Jos | sat Poșaga de Jos; comuna Poșaga                  | | 1912 | Încarcă foto \| video | Raportează eroare |
| AB-II-m-B-00265 (RAN: 6529.01) | Biserica de lemn „Sf. Arhangheli” | sat Poșaga de Sus; comuna Poșaga                  | 299 46.465°N 23.37944°E | 1789 Gheorghe Șpan (zugravi) | Alte imagini          | Raportează eroare |
| AB-II-m-B-00266 (RAN: 6556.03) | Biserica reformată | sat Rădești; comuna Rădești                       | 200 46.27478°N 23.72144°E | sec. XVIII | Alte imagini          | Raportează eroare |
| AB-II-a-B-00267 (RAN: 4516.02) | Ansamblul bisericii evanghelice | sat Reciu; comuna Gârbova                         | 192 | sec. XIII - XVIII | Alte imagini          | Raportează eroare |
| AB-II-m-B-00267.01 (RAN: 4516.02.01) | Biserica evanghelică | sat Reciu; comuna Gârbova                         | 192 | sec. XIII, înc.sec. XV, transf. 1801 |                       | Raportează eroare |
| AB-II-m-B-00267.02 (RAN: 4516.02.02) | Zid de incintă | sat Reciu; comuna Gârbova                         | 192 | 1737 | Încarcă foto \| video | Raportează eroare |
| AB-II-s-A-00268 (RAN: 6609.04) | Situl rural Rimetea | sat Rimetea; comuna Rimetea                       | Sit delimitat cf. avizului de clasare nr. 852/E/22 noiembrie 2000 46.45278°N 23.56722°E | sec. XVIII - XIX | Alte imagini          | Raportează eroare |
| AB-II-s-B-00270 | Centrul istoric al localității | sat Roșia Montană; comuna Roșia Montană           | „Târgul satului”, Piața, cartierul Berg, Str. Brazilor și zona din amonte de Piață, spre lacuri | sec. XVIII - XX | Încarcă foto \| video | Raportează eroare |
| AB-II-m-B-20914.02 | Halta Roșia Montană | sat Roșia Montană; comuna Roșia Montană           | | 1912 | Încarcă foto \| video | Raportează eroare |
| AB-II-m-B-00271 | Casa parohială ortodoxă | sat Roșia Montană; comuna Roșia Montană           | 137 | sec. XIX |                       | Raportează eroare |
| AB-II-m-B-00269 (RAN: 6770.09) | Biserica „Adormirea Maicii Domnului” | sat Roșia Montană; comuna Roșia Montană           | 175 46.30493°N 23.1241°E | 1741, pridvor sec. XIX | Alte imagini          | Raportează eroare |
| AB-II-m-B-00272 | Casă cu spațiu comercial, azi primărie | sat Roșia Montană; comuna Roșia Montană           | 184 | 1935 | Încarcă foto \| video | Raportează eroare |
| AB-II-m-B-00273 | Casă | sat Roșia Montană; comuna Roșia Montană           | 185 | 1900 - 1918 | Încarcă foto \| video | Raportează eroare |
| AB-II-m-B-00274 | Casă | sat Roșia Montană; comuna Roșia Montană           | 186 | 1880 - 1915 | Încarcă foto \| video | Raportează eroare |
| AB-II-m-B-00275 | Casă | sat Roșia Montană; comuna Roșia Montană           | 191 | 1900 - 1940 | Încarcă foto \| video | Raportează eroare |
| AB-II-m-B-00277 | Casă | sat Roșia Montană; comuna Roșia Montană           | 258 | 1900 - 1940 | Încarcă foto \| video | Raportează eroare |
| AB-II-m-B-00278 | Casă | sat Roșia Montană; comuna Roșia Montană           | 273 | 1936 - 1940 | Încarcă foto \| video | Raportează eroare |
| AB-II-m-B-00279 | Casă | sat Roșia Montană; comuna Roșia Montană           | 275 | 1937 | Încarcă foto \| video | Raportează eroare |
| AB-II-m-B-00280 | Casă | sat Roșia Montană; comuna Roșia Montană           | 324 | 1876 |                       | Raportează eroare |
| AB-II-m-B-00281 | Casă | sat Roșia Montană; comuna Roșia Montană           | 326 | 1876 | Încarcă foto \| video | Raportează eroare |
| AB-II-m-B-00282 | Casă | sat Roșia Montană; comuna Roșia Montană           | 327 | 1870 - 1890 |                       | Raportează eroare |
| AB-II-m-B-00283 | Casă | sat Roșia Montană; comuna Roșia Montană           | 328 | 1870 - 1890 |                       | Raportează eroare |
| AB-II-m-B-00284 | Casă | sat Roșia Montană; comuna Roșia Montană           | 329 | 1880 - 1900 |                       | Raportează eroare |
| AB-II-m-B-00285 | Casă | sat Roșia Montană; comuna Roșia Montană           | 331 | 1870 - 1890 |                       | Raportează eroare |
| AB-II-m-B-00286 | Casă | sat Roșia Montană; comuna Roșia Montană           | 332 | 1935 | Încarcă foto \| video | Raportează eroare |
| AB-II-m-B-00287 | Casă | sat Roșia Montană; comuna Roșia Montană           | 334 | 1840 - 1860 |                       | Raportează eroare |
| AB-II-m-B-00288 | Casă | sat Roșia Montană; comuna Roșia Montană           | 340 | 1850 - 1875 | Încarcă foto \| video | Raportează eroare |
| AB-II-m-B-00289 | Casă | sat Roșia Montană; comuna Roșia Montană           | 341 | 1850 - 1875 | Încarcă foto \| video | Raportează eroare |
| AB-II-m-B-00290 | Casă | sat Roșia Montană; comuna Roșia Montană           | 342 | 1830 - 1850 |                       | Raportează eroare |
| AB-II-m-B-00291 | Casă | sat Roșia Montană; comuna Roșia Montană           | 372 | 1860 - 1880 | Încarcă foto \| video | Raportează eroare |
| AB-II-m-B-00292 | Casă | sat Roșia Montană; comuna Roșia Montană           | 373 | 1831 |                       | Raportează eroare |
| AB-II-m-B-00293 | Casă | sat Roșia Montană; comuna Roșia Montană           | 376 | 1850 - 1875 |                       | Raportează eroare |
| AB-II-m-B-00294 | Casă | sat Roșia Montană; comuna Roșia Montană           | 383 | 1850,1875, 1924 |                       | Raportează eroare |
| AB-II-m-B-00295 | Casă | sat Roșia Montană; comuna Roșia Montană           | 389 | 1868 | Încarcă foto \| video | Raportează eroare |
| AB-II-m-B-00296 | Casă | sat Roșia Montană; comuna Roșia Montană           | 390 | 1872, 1899 | Încarcă foto \| video | Raportează eroare |
| AB-II-m-B-00297 | Casa parohială a parohiei unitariene | sat Roșia Montană; comuna Roșia Montană           | 391 | 1933 |                       | Raportează eroare |
| AB-II-m-B-00298 | Casă | sat Roșia Montană; comuna Roșia Montană           | 392 | 1835 | Încarcă foto \| video | Raportează eroare |
| AB-II-m-B-00299 | Casă | sat Roșia Montană; comuna Roșia Montană           | 393 | 1819,1850, 1899 | Încarcă foto \| video | Raportează eroare |
| AB-II-m-B-00300 | Casă | sat Roșia Montană; comuna Roșia Montană           | 395 | 1870 |                       | Raportează eroare |
| AB-II-m-B-00301 | Casă | sat Roșia Montană; comuna Roșia Montană           | 397 | 1854 (inscripție pe fațadă) |                       | Raportează eroare |
| AB-II-m-B-00302 | Casă | sat Roșia Montană; comuna Roșia Montană           | 398 | sec. XVIII - XIX |                       | Raportează eroare |
| AB-II-m-B-00303 | Casă | sat Roșia Montană; comuna Roșia Montană           | 407 | 1825 - 1850 | Încarcă foto \| video | Raportează eroare |
| AB-II-m-B-00304 | Casă | sat Roșia Montană; comuna Roșia Montană           | 408 | 1825 - 1850 |                       | Raportează eroare |
| AB-II-m-B-00305 | Casă | sat Roșia Montană; comuna Roșia Montană           | 409 | 1875 - 1880 |                       | Raportează eroare |
| AB-II-m-B-00306 | Casă | sat Roșia Montană; comuna Roșia Montană           | 482 | 1900 - 1930 |                       | Raportează eroare |
| AB-II-m-B-00307 | Casă | sat Roșia Montană; comuna Roșia Montană           | 547 | 1850 - 1915 | Încarcă foto \| video | Raportează eroare |
| AB-II-m-B-00308 | Biserica romano-catolică | sat Roșia Montană; comuna Roșia Montană           | 549 | 1860 - 1870 | Alte imagini          | Raportează eroare |
| AB-II-m-B-00309 | Casă | sat Roșia Montană; comuna Roșia Montană           | 551 | 1840 - 1860,1915 |                       | Raportează eroare |
| AB-II-m-B-00310 | Casă | sat Roșia Montană; comuna Roșia Montană           | 552 | 1880 - 1915,1950 - 1960 |                       | Raportează eroare |
| AB-II-m-B-00311 | Casă | sat Roșia Montană; comuna Roșia Montană           | 553 | 1850 - 1900,1976 - 1977 | Încarcă foto \| video | Raportează eroare |
| AB-II-m-A-00312 (RAN: 6146.01) | Biserica de lemn „Sf. Arhangheli” | sat Runc; comuna Ocoliș                           | 22 | 1733, ref. 1852 | Alte imagini          | Raportează eroare |
| AB-II-m-B-00313 (RAN: 2960.01) | Biserica de lemn „Pogorârea Sf. Duh” | sat aparținător Sartăș; oraș Baia de Arieș        | Str. Principală 76 | ante 1780 | Alte imagini          | Raportează eroare |
| AB-II-m-B-20914.08 | Halta Sălciua | sat Sălciua; comuna Sălciua                       | | 1912 | Încarcă foto \| video | Raportează eroare |
| AB-II-m-A-00314 (RAN: 7053.02) | Biserica de lemn „Sf. Arhangheli”, a fostei mănăstiri Cioara | sat Săliștea; comuna Săliștea                     | Str. Joseni 447A 45.90706°N 23.4009°E | 1798 | Alte imagini          | Raportează eroare |
| AB-II-m-B-00315 | Casa Barcsay | sat Săliștea; comuna Săliștea                     | Str. Joseni 447 45.90733°N 23.39981°E | sec. XVIII |                       | Raportează eroare |
| AB-II-m-B-00318 (RAN: 4348.02) | Biserica unitariană | sat Sânbenedic; comuna Fărău                      | 113 | sec. XV - XVIII | Încarcă foto \| video | Raportează eroare |
| AB-II-a-A-00316 (RAN: 4348.04) | Ansamblul bisericii „Sf. Nicolae” | sat Sânbenedic; comuna Fărău                      | Str. Principală 31 | sec. XVIII | Alte imagini          | Raportează eroare |
| AB-II-m-A-00316.01 (RAN: 4348.04.01) | Biserica de lemn „Sf. Nicolae” | sat Sânbenedic; comuna Fărău                      | Str. Principală 31 | înc. sec. XVIII, ref. 1730 și 1773 |                       | Raportează eroare |
| AB-II-m-A-00316.02 (RAN: 4348.04.02) | Clopotniță | sat Sânbenedic; comuna Fărău                      | Str. Principală 31 | înc. sec. XVIII, ref. 1730 și 1773 | Încarcă foto \| video | Raportează eroare |
| AB-II-m-B-00317 (RAN: 4348.03) | Biserica de lemn „Sf. Arhangheli” | sat Sânbenedic; comuna Fărău                      | Str. Principală 199 46.31461°N 24.04322°E | 1775, extinderi 1837 | Alte imagini          | Raportează eroare |
| AB-II-a-B-00319 (RAN: 1311.03) | Ansamblul bisericii reformate | sat aparținător Sâncrai; municipiul Aiud          | Str. Mureșan Andrei 58-62 46.29341°N 23.74579°E | 1830 | Alte imagini          | Raportează eroare |
| AB-II-m-B-00319.01 (RAN: 1311.03.01) | Biserica reformată | sat aparținător Sâncrai; municipiul Aiud          | Str. Mureșan Andrei 58-62 | sec. XIII - XVIII |                       | Raportează eroare |
| AB-II-m-B-00319.02 | Clopotniță de lemn | sat aparținător Sâncrai; municipiul Aiud          | Str. Mureșan Andrei 58-62 | 1830 |                       | Raportează eroare |
| AB-II-a-B-00320 | Ansamblul castelului Banffi | sat aparținător Sâncrai; municipiul Aiud          | Str. Mureșan Andrei 100 46.28975°N 23.739°E | 1903 Lajos Pákey |                       | Raportează eroare |
| AB-II-m-B-00320.01 | Castelul Banffi | sat aparținător Sâncrai; municipiul Aiud          | Str. Mureșan Andrei 100 | 1903 |                       | Raportează eroare |
| AB-II-m-B-00320.02 | Grajd | sat aparținător Sâncrai; municipiul Aiud          | Str. Mureșan Andrei 100 | 1903 | Încarcă foto \| video | Raportează eroare |
| AB-II-m-A-00322 (RAN: 7927.04) | Biserica unitariană | sat Sânmiclăuș; comuna Șona                       | Str. Cimitirului 6 46.2482°N 24.06048°E | sec. XV - XIX | Alte imagini          | Raportează eroare |
| AB-II-m-A-00321 (RAN: 7927.05) | Biserica reformată | sat Sânmiclăuș; comuna Șona                       | Str. Pompierilor 41 46.245°N 24.04891°E | 1685 | Alte imagini          | Raportează eroare |
| AB-II-a-A-00323 (RAN: 7927.03) | Ansamblul castelului Bethlen | sat Sânmiclăuș; comuna Șona                       | Str. Principală 68 46.24396°N 24.06306°E | sec. XVII - XIX Franz Schweiniger (arhitect) | Alte imagini          | Raportează eroare |
| AB-II-m-A-00323.01 (RAN: 7927.03.01) | Castelul Bethlen | sat Sânmiclăuș; comuna Șona                       | Str. Principală 68 | 1668 - 1673,1682 - 1683 |                       | Raportează eroare |
| AB-II-m-A-00323.02 (RAN: 7927.03.02) | Grânar | sat Sânmiclăuș; comuna Șona                       | Str. Principală 68 | sec. XIX |                       | Raportează eroare |
| AB-II-m-A-00323.03 (RAN: 7927.03.03) | Parc | sat Sânmiclăuș; comuna Șona                       | Str. Principală 68 | sec. XIX |                       | Raportează eroare |
| AB-II-m-A-00324 (RAN: 7393.01) | Biserica reformată, fostă romano-catolică | sat Sântimbru; comuna Sântimbru                   | 180 A 46.1333°N 23.64999°E | sec. XIII - XVI | Alte imagini          | Raportează eroare |
| AB-II-a-A-00325 (RAN: 1883.11) | Ansamblul fortificațiiilor orașului: Poarta de nord a cetății - azi locuință, Turnul Octogonal, Turnul Croitorilor, Turn, Turnul semicircular-azi spațiu comercial, curtine                                                  | municipiul Sebeș                                  | Str. Caragiale Ioan Luca nr. 3 - Poartade nord a cetății; Str. Blaga Lucian nr. 35 - Turnul Octogonal; Str. Traian nr. 6 - Turnul Croitorilor; Str. 24 Ianuarie nr. 5 - Turn; Str. Cetății nr. 9 - Turnul Semicircular; Curtine între străzile: Pavel Dorin, Traian, Bistrei, Mioriței, Mihai Viteazul, Patria, Caragiale I.L., Pieții, 24 Ianuarie, Cetății, Aviator Olteanu. 45.95884°N 23.56961°E | sec. XIV - XVII | Alte imagini          | Raportează eroare |
| AB-II-s-A-00326 | Centrul istoric al localității | municipiul Sebeș                                  | Delimitat de :E - Str. Călărași, Blaga Lucian, Traian; S - str. Traian; V - str. Pavel Dorin, str. Blaga Lucian; N - de la podul peste Canalul Morilor până la str. Pieții și str. Peneș Curcanul | | Încarcă foto \| video | Raportează eroare |
| AB-II-m-B-00327 (RAN: 1883.14) | Casă | municipiul Sebeș                                  | Str. 24 Ianuarie 2 | sec. XVII - XIX | Încarcă foto \| video | Raportează eroare |
| AB-II-m-B-00328 (RAN: 1883.34) | Casă (Tischler) | municipiul Sebeș                                  | Str. 24 Ianuarie 6 | sec. XVI - XIX | Încarcă foto \| video | Raportează eroare |
| AB-II-m-B-00329 | Casă | municipiul Sebeș                                  | Str. 9 Mai 2 | sec. XIX | Încarcă foto \| video | Raportează eroare |
| AB-II-m-B-00330 | Casă | municipiul Sebeș                                  | Str. 9 Mai 6 | sec. XVIII | Încarcă foto \| video | Raportează eroare |
| AB-II-m-B-00331 | Biserica „Învierea Domnului” | municipiul Sebeș                                  | Str. Bena Augustin 4 45.9591°N 23.5609°E | 1819 | Alte imagini          | Raportează eroare |
| AB-II-a-B-00333 | Ansamblul urban „Bd. Lucian Blaga” | municipiul Sebeș                                  | Bd. Blaga Lucian 45.9571°N 23.568°E | sec. XVIII - XIX | Alte imagini          | Raportează eroare |
| AB-II-m-B-00334 | Poșta veche | municipiul Sebeș                                  | Bd. Blaga Lucian 1, lângă poarta de V a cetății medievale 45.9579°N 23.5659°E | sec. XIX | Încarcă foto \| video | Raportează eroare |
| AB-II-m-B-00335 | Casă | municipiul Sebeș                                  | Bd. Blaga Lucian 2 45.9579°N 23.5659°E | sf. sec. XIX | Alte imagini          | Raportează eroare |
| AB-II-m-B-00336 (RAN: 1883.12) | Casa Weber | municipiul Sebeș                                  | Bd. Blaga Lucian 3 | sec. XVII - XVIII | Încarcă foto \| video | Raportează eroare |
| AB-II-m-B-00337 | Casă de breslaș, azi sediul Protopopiatului Ortodox | municipiul Sebeș                                  | Bd. Blaga Lucian 6 45.9574°N 23.5663°E | sec. XVIII | Alte imagini          | Raportează eroare |
| AB-II-m-B-00338 | Casa Filtsch, azi sediul Protopopiatului și Consistoriului Evanghelic | municipiul Sebeș                                  | Bd. Blaga Lucian 10-12 45.9572°N 23.5668°E | sf. sec. XVIII | Alte imagini          | Raportează eroare |
| AB-II-m-B-00339 | Casă | municipiul Sebeș                                  | Bd. Blaga Lucian 14 45.9572°N 23.5671°E | sec. XVIII | Alte imagini          | Raportează eroare |
| AB-II-m-B-00340 (RAN: 1883.22) | Casa Roth | municipiul Sebeș                                  | Bd. Blaga Lucian 16 45.9571°N 23.5673°E | sec. XVI - XIX | Alte imagini          | Raportează eroare |
| AB-II-m-B-00341 | Casă | municipiul Sebeș                                  | Bd. Blaga Lucian 18 45.9571°N 23.5675°E | sec. XIX | Alte imagini          | Raportează eroare |
| AB-II-m-B-00342 | Casă | municipiul Sebeș                                  | Bd. Blaga Lucian 20 45.9571°N 23.5676°E | sec. XIX | Alte imagini          | Raportează eroare |
| AB-II-m-B-00343 | Casă | municipiul Sebeș                                  | Bd. Blaga Lucian 22 45.957°N 23.5676°E | sec. XIX | Alte imagini          | Raportează eroare |
| AB-II-m-B-00344 | Casă | municipiul Sebeș                                  | Bd. Blaga Lucian 24 45.957°N 23.5678°E | sec. XIX | Alte imagini          | Raportează eroare |
| AB-II-m-B-00345 (RAN: 1883.16) | Casa Kohuth-Breitenstein | municipiul Sebeș                                  | Bd. Blaga Lucian 25-27 45.9571°N 23.5705°E | sec. XVI - XIX | Alte imagini          | Raportează eroare |
| AB-II-m-B-00346 | Casă | municipiul Sebeș                                  | Bd. Blaga Lucian 28 45.957°N 23.5682°E | sec. XIX | Alte imagini          | Raportează eroare |
| AB-II-m-B-00347 (RAN: 1883.10) | Casa Heitz-Konrad | municipiul Sebeș                                  | Bd. Blaga Lucian 39 45.9569°N 23.5728°E | sec. XVI - XIX | Alte imagini          | Raportează eroare |
| AB-II-m-B-00348 (RAN: 1883.18) | Casa Mauksch | municipiul Sebeș                                  | Bd. Blaga Lucian 52 45.95675°N 23.57055°E | sec. XVI - XIX | Alte imagini          | Raportează eroare |
| AB-II-m-B-00332 (RAN: 1883.27) | Biserica „Adormirea Maicii Domnului” | municipiul Sebeș                                  | Str. Ciocârliei 30 | 1778 |                       | Raportează eroare |
| AB-II-m-B-00349 | Moară de grâu | municipiul Sebeș                                  | Str. Decebal 2 45.9593°N 23.5647°E | 1875 | Alte imagini          | Raportează eroare |
| AB-II-m-A-00350 | Gimnaziul evanghelic, azi Școala generală nr. 2 | municipiul Sebeș                                  | Piața Libertății 1 45.9577°N 23.5671°E | 1865 | Alte imagini          | Raportează eroare |
| AB-II-m-B-00352 (RAN: 1883.19) | Casa Schneider, azi spațiu comercial | municipiul Sebeș                                  | Bd. Mihai Viteazul 3 | sec. XVII - XIX | Încarcă foto \| video | Raportează eroare |
| AB-II-a-A-00351 (RAN: 1883.13) | Mănăstirea romano-catolică „Sf. Bartolomeu” | municipiul Sebeș                                  | Bd. Mihai Viteazul 35 | sec. XIV - XVIII | Alte imagini          | Raportează eroare |
| AB-II-m-A-00351.01 (RAN: 1883.13.01) | Biserica romano-catolică „Sf. Bartolomeu” | municipiul Sebeș                                  | Bd. Mihai Viteazul 35 | sec. XIV - XVIII | Alte imagini          | Raportează eroare |
| AB-II-m-A-00351.02 (RAN: 1883.13.02) | Anexe | municipiul Sebeș                                  | Bd. Mihai Viteazul 35 | sec. XIV - XVIII | Încarcă foto \| video | Raportează eroare |
| AB-II-m-B-00353 | Primărie | municipiul Sebeș                                  | Piața Primăriei 1 45.958°N 23.5693°E | cca. 1900 |                       | Raportează eroare |
| AB-II-m-A-00354 (RAN: 1883.20) | Casa Zapolya, azi Muzeul „Ioan Raica” | municipiul Sebeș                                  | Piața Primăriei 3 45.958°N 23.5696°E | 1664 | Alte imagini          | Raportează eroare |
| AB-II-a-A-00355 (RAN: 1883.24) | Ansamblul bisericii evanghelice | municipiul Sebeș                                  | Piața Primăriei 5 45.9576°N 23.5678°E | sec. XIII - XVI |                       | Raportează eroare |
| AB-II-m-A-00355.01 (RAN: 1883.24.01, 1883.24.06) | Biserica evanghelică | municipiul Sebeș                                  | Piața Primăriei 5 45.9576°N 23.5678°E | sec. XIII - XVI | Alte imagini          | Raportează eroare |
| AB-II-m-A-00355.02 (RAN: 1883.24.02) | Capela „Sf. Iacob” | municipiul Sebeș                                  | Piața Primăriei 5 45.95775°N 23.5682°E | cca. 1420 |                       | Raportează eroare |
| AB-II-m-A-00355.03 (RAN: 1883.24.03) | Casa parohială evanghelică, azi casa clopotarului (în substrucții turn și vechea capelă „Sf. Iacob”) | municipiul Sebeș                                  | Piața Primăriei 5 | sec. XIV - XVI | Încarcă foto \| video | Raportează eroare |
| AB-II-m-A-00355.04 (RAN: 1883.24.04) | Zid de incintă | municipiul Sebeș                                  | Piața Primăriei 5 | sec. XIV |                       | Raportează eroare |
| AB-II-a-B-00357 (RAN: 7776.03) | Cetatea Diodului (ruine) | sat Stremț; comuna Stremț                         | „După vii” | sec. XIII - XVI | Încarcă foto \| video | Raportează eroare |
| AB-II-m-B-00357.01 (RAN: 7776.03.01) | Castel | sat Stremț; comuna Stremț                         | „După vii” | sec. XIII - XVI | Încarcă foto \| video | Raportează eroare |
| AB-II-m-B-00357.02 (RAN: 7776.03.02) | Capelă | sat Stremț; comuna Stremț                         | „După vii” | sec. XIII - XVI | Încarcă foto \| video | Raportează eroare |
| AB-II-m-B-00357.03 (RAN: 7776.03.03) | Turnuri | sat Stremț; comuna Stremț                         | „După vii” | sec. XIII - XVI | Încarcă foto \| video | Raportează eroare |
| AB-II-m-B-00357.04 (RAN: 7776.03.04) | Zid de incintă | sat Stremț; comuna Stremț                         | „După vii” | sec. XIII - XVI | Încarcă foto \| video | Raportează eroare |
| AB-II-m-A-00361 (RAN: 7026.01) | Biserica de lemn „Cuvioasa Paraschiva” | sat Sub Piatră; comuna Sălciua                    | 514 46.3977°N 23.43529°E | 1798, ext. sec. XIX | Alte imagini          | Raportează eroare |
| AB-II-a-B-00362 (RAN: 4963.04) | Ansamblul bisericii reformate | sat Șard; comuna Ighiu                            | 168 | sec. XV - XVIII | Alte imagini          | Raportează eroare |
| AB-II-m-B-00362.01 (RAN: 4963.04.01) | Biserica reformată, fostă biserică evanghelică | sat Șard; comuna Ighiu                            | 168 46.12257°N 23.53116°E | sec. XV - XVIII |                       | Raportează eroare |
| AB-II-m-B-00362.02 | Zid de incintă, cu turn de poartă | sat Șard; comuna Ighiu                            | 168 46.12271°N 23.53152°E | sec. XV - XVIII |                       | Raportează eroare |
| AB-II-m-A-00363 (RAN: 4963.03) | Castelul Eszterhazy | sat Șard; comuna Ighiu                            | 216 46.12738°N 23.53221°E | sec. XVII |                       | Raportează eroare |
| AB-II-m-B-00364 (RAN: 7829.01) | Biserica „Adormirea Maicii Domnului” | sat Șibot; comuna Șibot                           | Str. Principală 274 | sec. XIX | Alte imagini          | Raportează eroare |
| AB-II-a-B-00366 (RAN: 4357.02) | Ansamblul bisericii de lemn „Sf. Nicolae” | sat Șilea; comuna Fărău                           | Str. Principală 11A 46.3277°N 24.11976°E | sec. XVIII - XIX | Alte imagini          | Raportează eroare |
| AB-II-m-B-00366.01 (RAN: 4357.02.01) | Biserica de lemn „Sf. Nicolae” | sat Șilea; comuna Fărău                           | Str. Principală 11A | 1761 - 1774, ext. sf. sec. XIX |                       | Raportează eroare |
| AB-II-m-B-00366.02 | Clopotniță de lemn | sat Șilea; comuna Fărău                           | Str. Principală 11A | 1761 - 1774 |                       | Raportează eroare |
| AB-II-m-B-00365.02 (RAN: 4311.01.02) | Clopotniță de lemn | sat Șilea; comuna Fărău                           | Str. Principală 18A | 1664 |                       | Raportează eroare |
| AB-II-a-B-00367 (RAN: 4730.06) | Ansamblul bisericii de lemn „Sf. Arhangheli” | sat Șpălnaca; comuna Hopârta                      | | sec. XVIII - înc. sec. XX | Încarcă foto \| video | Raportează eroare |
| AB-II-m-B-00367.01 (RAN: 4730.06.01) | Biserica de lemn „Sf. Arhangheli” | sat Șpălnaca; comuna Hopârta                      | | sec. XVIII, modif. mij. sec. XIX și înc. sec. XX | Încarcă foto \| video | Raportează eroare |
| AB-II-m-B-00367.02 (RAN: 4730.06.02) | Clopotniță de lemn | sat Șpălnaca; comuna Hopârta                      | | sec. XVIII | Încarcă foto \| video | Raportează eroare |
| AB-II-a-B-00368 (RAN: 4730.05) | Ansamblul bisericii de lemn „Sf. Gheorghe” | sat Șpălnaca; comuna Hopârta                      | nr. topo 21 | sec. XVIII - XIX |                       | Raportează eroare |
| AB-II-m-B-00368.01 | Biserica de lemn „Sf. Gheorghe” | sat Șpălnaca; comuna Hopârta                      | nr. topo 21 | sec. XVIII, ren. 1865 |                       | Raportează eroare |
| AB-II-m-B-00368.02 (RAN: 4730.05.02) | Clopotniță de lemn | sat Șpălnaca; comuna Hopârta                      | nr. topo 21 | sec. XVIII |                       | Raportează eroare |
| AB-II-m-A-00369 (RAN: 3994.01) | Biserica evanghelică | sat Tătârlaua; comuna Cetatea de Baltă            | 91 46.20916°N 24.1664°E | sec. XV,1554 | Alte imagini          | Raportează eroare |
| AB-II-a-B-00370 (RAN: 6958.02) | Ansamblul bisericii de lemn „Sf. Gheorghe” | sat Tău; comuna Roșia de Secaș                    | Str. Gruiului 116 | sec. XVIII - XIX | Alte imagini          | Raportează eroare |
| AB-II-m-B-00370.01 (RAN: 6958.02.01) | Biserica de lemn „Sf. Gheorghe” | sat Tău; comuna Roșia de Secaș                    | Str. Gruiului 116 | sec. XVIII, ext. 1820 |                       | Raportează eroare |
| AB-II-m-B-00370.02 (RAN: 6958.02.02) | Clopotniță de lemn | sat Tău; comuna Roșia de Secaș                    | Str. Gruiului 116 | sec. XVIII |                       | Raportează eroare |
| AB-II-a-B-00371 (RAN: 5684.01) | Cetatea Tăuțiului (ruine) | sat Tăuți; comuna Meteș                           | nr. topo 1348, 1349, la 3 km SV de sat | sec. XIII - XVI | Încarcă foto \| video | Raportează eroare |
| AB-II-m-B-00371.01 (RAN: 5684.01.01) | Donjon (ruine) | sat Tăuți; comuna Meteș                           | nr. topo 1348, 1349, la 3 km SV de sat | sec. XIII - XVI | Încarcă foto \| video | Raportează eroare |
| AB-II-m-B-00371.02 (RAN: 5684.01.02) | Zid de incintă, cu bastion | sat Tăuți; comuna Meteș                           | nr. topo 1348, 1349, la 3 km SV de sat | sec. XIII - XVI | Încarcă foto \| video | Raportează eroare |
| AB-II-m-A-00372 (RAN: 8103.06) | Biserica „Intrarea în Biserică a Maicii Domnului” | oraș Teiuș                                        | Str. Bisericii 304 46.20508°N 23.6822°E | sec. XVI, ext. 1885 | Alte imagini          | Raportează eroare |
| AB-II-m-A-00373 (RAN: 8103.05) | Biserica evanghelică | oraș Teiuș                                        | Str. Decebal 17 | sec. XIV - XIX | Alte imagini          | Raportează eroare |
| AB-II-a-A-00374 (RAN: 8103.03) | Mănăstirea romano-catolică | oraș Teiuș                                        | Str. Iancu de Hunedoara 32 46.2079°N 23.6694°E | sec. XV - XVIII | Alte imagini          | Raportează eroare |
| AB-II-m-A-00374.01 (RAN: 8103.03.01) | Biserica romano-catolică | oraș Teiuș                                        | Str. Iancu de Hunedoara 32 | sec. XV - XVIII |                       | Raportează eroare |
| AB-II-m-A-00374.02 (RAN: 8103.03.02) | Claustru (fragmente) | oraș Teiuș                                        | Str. Iancu de Hunedoara 32 | sec. XV - XVIII |                       | Raportează eroare |
| AB-II-m-B-00376 (RAN: 1400.02) | Biserica „Sf. Arhangheli” | localitatea Tiur; municipiul Blaj                 | 266 | 1730 | Alte imagini          | Raportează eroare |
| AB-II-m-B-00375 | Poarta de lemn a bisericii reformate | localitatea Tiur; municipiul Blaj                 | Str. Principală 214 | sec. XIX | Alte imagini          | Raportează eroare |
| AB-II-a-B-00378 (RAN: 4749.03) | Ansamblul bisericii de lemn „Sf. Arhangheli” | sat Turdaș; comuna Hopârta                        | nr. topo 191 | sec. XVIII - XIX | Alte imagini          | Raportează eroare |
| AB-II-m-B-00378.01 (RAN: 4749.03.01) | Biserica de lemn „Sf. Arhangheli” | sat Turdaș; comuna Hopârta                        | nr. topo 191 | 1770, adăugiri 1826 |                       | Raportează eroare |
| AB-II-m-B-00378.02 (RAN: 4749.03.02) | Clopotniță de lemn | sat Turdaș; comuna Hopârta                        | nr. topo 191 | sf. sec. XVIII |                       | Raportează eroare |
| AB-II-a-A-00379 (RAN: 4972.04) | Ansamblul conacului Teleky | sat Țelna; comuna Ighiu                           | 224 46.15603°N 23.50193°E | sec. XVIII |                       | Raportează eroare |
| AB-II-m-A-00379.01 (RAN: 4972.04.01) | Conacul Teleky | sat Țelna; comuna Ighiu                           | 224 | sec. XVIII | Încarcă foto \| video | Raportează eroare |
| AB-II-m-A-00379.02 | Anexe | sat Țelna; comuna Ighiu                           | 224 | sec. XVIII | Încarcă foto \| video | Raportează eroare |
| AB-II-a-B-00380 | Ansamblul castelului Teleky | localitatea Uioara de Sus; oraș Ocna Mureș        | Str. Lungă 41 46.39328°N 23.86981°E | sec. XIII-XIX Antal Kagerbauer |                       | Raportează eroare |
| AB-II-m-B-00380.01 | Castelul Teleky | localitatea Uioara de Sus; oraș Ocna Mureș        | Str. Lungă 41 46.3943°N 23.86075°E | 1742, transf. 1869 | Alte imagini          | Raportează eroare |
| AB-II-m-B-00380.02 | Capelă romano-catolică | localitatea Uioara de Sus; oraș Ocna Mureș        | Str. Lungă 41 | 1296, transf. sec. XV | Încarcă foto \| video | Raportează eroare |
| AB-II-m-B-00381 | Casă | sat Vadu Moților; comuna Vadu Moților             | 18 | sec. XVIII | Încarcă foto \| video | Raportează eroare |
| AB-II-m-B-00382 (RAN: 7035.01) | Biserica de lemn „Sf. Treime și Sf. Prooroc Ilie” | sat Valea Largă; comuna Sălciua                   | 606 | 1782 | Alte imagini          | Raportează eroare |
| AB-II-a-B-00383 (RAN: 8363.02) | Ansamblul bisericii evanghelice | sat Valea Lungă; comuna Valea Lungă               | Str. Victoriei 304 46.126°N 24.04417°E | sec. XIV - XVIII | Alte imagini          | Raportează eroare |
| AB-II-m-B-00383.01 (RAN: 8363.02.01) | Biserica evanghelică | sat Valea Lungă; comuna Valea Lungă               | Str. Victoriei 304 | sec. XIV,1681, 1721, 1725 | Alte imagini          | Raportează eroare |
| AB-II-m-B-00383.02 (RAN: 8363.02.02) | Incintă fortificată | sat Valea Lungă; comuna Valea Lungă               | Str. Victoriei 304 | sec. XVI |                       | Raportează eroare |
| AB-II-m-B-00385 (RAN: 5531.02) | Biserica „Nașterea Maicii Domnului” | sat Valea Lupșii; comuna Lupșa                    | Str. Valea Lupșii 138 | 1799 | Încarcă foto \| video | Raportează eroare |
| AB-II-m-A-00384 (RAN: 5531.01) | Biserica de lemn „Sf. Nicolae” a mănăstirii Lupșa | sat Mănăstire; comuna Lupșa                       | Str. Valea Șesii 8 46.36943°N 23.1887°E | 1429, modif. 1694, 1865 | Alte imagini          | Raportează eroare |
| AB-II-a-A-00386 (RAN: 6725.01) | Mănăstirea Râmeț | sat Valea Mănăstirii; comuna Râmeț                | 15 46.31384°N 23.51966°E | sec. XIV - XVIII | Alte imagini          | Raportează eroare |
| AB-II-m-A-00386.01 (RAN: 6725.01.01) | Biserica „Nașterea Precistei” și „Izvorul Tămăduirii” | sat Valea Mănăstirii; comuna Râmeț                | 15 46.30154°N 23.51983°E | sec. XIV |                       | Raportează eroare |
| AB-II-m-A-00386.02 | Fosta școală, azi muzeu | sat Valea Mănăstirii; comuna Râmeț                | 15 46.30097°N 23.52221°E | sec. XVI - XVIII |                       | Raportează eroare |
| AB-II-m-B-00387 (RAN: 7936.01) | Biserica „Adormirea Maicii Domnului” | sat Valea Sasului; comuna Șona                    | 118 | 1790 | Alte imagini          | Raportează eroare |
| AB-II-a-B-00388 (RAN: 5158.01) | Ansamblul bisericii evanghelice | sat Veseuș; comuna Jidvei                         | Str. Veseuș 28 | sec. XVI - XIX | Alte imagini          | Raportează eroare |
| AB-II-m-B-00388.01 (RAN: 5158.01.01) | Biserica evanghelică | sat Veseuș; comuna Jidvei                         | Str. Veseuș 28 | 1504 |                       | Raportează eroare |
| AB-II-m-B-00388.02 | Turn-clopotniță și de poartă | sat Veseuș; comuna Jidvei                         | Str. Veseuș 28 | 1825 |                       | Raportează eroare |
| AB-II-m-B-00389 (RAN: 1419.01) | Turn-clopotniță al bisericii „Sf. Arhangheli Mihail și Gavriil” și „Intrarea în biserică a Maicii Domnului” | localitatea Veza; municipiul Blaj                 | Str. Borza Alexandru 56 | sec. XVIII | Alte imagini          | Raportează eroare |
| AB-II-m-B-20914.10 | Halta Vidolm | sat Vidolm; comuna Ocoliș                         | | 1912 | Încarcă foto \| video | Raportează eroare |
| AB-II-m-B-00390 (RAN: 8434.01) | Biserica „Sf. Arhangheli” | sat Vidra; comuna Vidra                           | 26 | sec. XIII - XVII | Alte imagini          | Raportează eroare |
| AB-II-m-B-00392 (RAN: 8005.02) | Biserica de lemn „Cuvioasa Paraschiva” | sat Vingard; comuna Șpring                        | 46.01609°N 23.73836°E | sec. XVIII, ext. 1820 | Alte imagini          | Raportează eroare |
| AB-II-m-B-00391 (RAN: 8005) | Biserica evanghelică | sat Vingard; comuna Șpring                        | Str. Principală 86 | 1461, sec. XVIII | Alte imagini          | Raportează eroare |
| AB-II-m-A-00396 (RAN: 8835.09) | Biserica „Adormirea Maicii Domnului” | sat Vințu de Jos; comuna Vințu de Jos             | Str. Bisericii 18 | cca. 1700 | Alte imagini          | Raportează eroare |
| AB-II-m-B-00394 (RAN: 8835.07) | Castelul Martinuzzi (ruine) | sat Vințu de Jos; comuna Vințu de Jos             | Str. Eminescu Mihai 27 45.99745°N 23.47885°E | 1551, cu modif. ulterioare | Alte imagini          | Raportează eroare |
| AB-II-a-B-00395 (RAN: 8835.02) | Mănăstirea romano-catolică | sat Vințu de Jos; comuna Vințu de Jos             | Str. Maniu Nicolae, preot 6 | 1726 | Alte imagini          | Raportează eroare |
| AB-II-m-B-00395.01 (RAN: 8835.02.01) | Biserica romano-catolică | sat Vințu de Jos; comuna Vințu de Jos             | Str. Maniu Nicolae, preot 6 | 1726 |                       | Raportează eroare |
| AB-II-m-B-00395.02 (RAN: 8835.02.02) | Claustru | sat Vințu de Jos; comuna Vințu de Jos             | Str. Maniu Nicolae, preot 6 | 1726 |                       | Raportează eroare |
| AB-II-a-A-00393 (RAN: 8835.10) | Ansamblul bisericii evanghelice | sat Vințu de Jos; comuna Vințu de Jos             | Str. Mureșului 9 | sec. XIV - XIX |                       | Raportează eroare |
| AB-II-m-A-00393.01 (RAN: 8835.10.01) | Biserica evanghelică | sat Vințu de Jos; comuna Vințu de Jos             | Str. Mureșului 9 46.00014°N 23.47994°E | sec. XIV - XIX |                       | Raportează eroare |
| AB-II-m-A-00393.02 (RAN: 8835.10.02) | Zid de incintă | sat Vințu de Jos; comuna Vințu de Jos             | Str. Mureșului 9 | sec. XIV - XVII | Încarcă foto \| video | Raportează eroare |
| AB-II-a-A-00397 (RAN: 9002.01) | Ansamblul bisericii evanghelice | sat Vurpăr; comuna Vințu de Jos                   | 62 A 46.0018°N 23.4717°E | 1300 - 1350, sec. XV-XVI | Alte imagini          | Raportează eroare |
| AB-II-m-A-00397.01 (RAN: 9002.01.01) | Biserica evanghelică | sat Vurpăr; comuna Vințu de Jos                   | 62 A | 1300 - 1350 | Alte imagini          | Raportează eroare |
| AB-II-m-A-00397.02 (RAN: 9002.01.02) | Zid de incintă | sat Vurpăr; comuna Vințu de Jos                   | 62 A | sec. XVI |                       | Raportează eroare |
| AB-II-m-B-00398 (RAN: 9002.02) | Conacul Kendeffy-Horvath | sat Vurpăr; comuna Vințu de Jos                   | 122 45.99808°N 23.47943°E | sec. XVIII | Încarcă foto \| video | Raportează eroare |
| AB-II-m-B-00399 (RAN: 1945.03) | Biserica „Sf. Nicolae” și „Nașterea Maicii Domnului” | oraș Zlatna                                       | Str. Horea 23 46.12941°N 23.22303°E | 1770 - 1780 | Alte imagini          | Raportează eroare |
| AB-II-m-A-00400 (RAN: 1945.02) | Biserica „Adormirea Maicii Domnului” | oraș Zlatna                                       | Str. Horea 27 46.13012°N 23.22784°E | sec. XV, 1696, 1744 | Alte imagini          | Raportează eroare |
| AB-III-m-B-00403 | Obeliscul închinat eroilor din Regimentul 50 infanterie căzuți în lupta de la Custozza în 1866 | municipiul Alba Iulia                             | Parcul Custozza 46.0675°N 23.5725°E | 1906 |                       | Raportează eroare |
| AB-III-m-B-00404 | Monumentul lui Ludovic Losy von Lossenau căzut la 9 noiembrie 1849 la Simeria | municipiul Alba Iulia                             | Parcul Custozza 46.06805°N 23.57194°E | 1860 | Alte imagini          | Raportează eroare |
| AB-III-m-B-00401 | Obeliscul închinat memoriei lui Horea, Cloșca și Crișan | municipiul Alba Iulia                             | str. Mihai Viteazul 46.06977°N 23.58421°E | 1937 Iosif Fekete (sculptor), Octavian Mihălțan (arhitect) |                       | Raportează eroare |
| AB-III-m-B-00402 | Statuia ecvestră a lui Mihai Viteazul | municipiul Alba Iulia                             | Str. Mihai Viteazul 46.06644°N 23.57185°E | 1968 |                       | Raportează eroare |
| AB-III-m-B-00405 | Bustul lui Avram Iancu | municipiul Aiud                                   | Str. Varga Ecaterina 10 | 1950 - 1975 |                       | Raportează eroare |
| AB-III-m-B-00406 | Bustul lui Horea | sat Albac; comuna Albac                           | în fața școlii generale | 1930 - 1960 Romulus Ladea (sculptor) | Încarcă foto \| video | Raportează eroare |
| AB-III-m-B-00407 | Bustul lui Avram Iancu | sat Avram Iancu; comuna Avram Iancu               | În centrul comunei, lângă școala generală | 1968 |                       | Raportează eroare |
| AB-III-a-B-00408 | Ansamblul „Câmpia Libertății”-24 de busturi de personalități ale istoriei și culturii românești din secolul XIX | municipiul Blaj                                   | Câmpia Libertății | 1973 |                       | Raportează eroare |
| AB-III-m-B-00409 | Crucea lui Ioan Bob (Avram Iancu) | municipiul Blaj                                   | Inițial pe dealul Hula, în prezent în Muzeul de Istorie din Blaj | sec. XIX | Încarcă foto \| video | Raportează eroare |
| AB-III-m-B-00410 | Statuie ecvestră a lui Avram Iancu | oraș Câmpeni                                      | În centru 46.36313°N 23.0505°E | 1940 |                       | Raportează eroare |
| AB-III-m-B-00411 | Obelisc închinat constructorilor șoselei Zlatna-Abrud (1838-1865) | sat Cerbu; comuna Bucium                          | pe D.N. 74 | 1865 | Încarcă foto \| video | Raportează eroare |
| AB-III-m-B-00412 | Obeliscul lui Horea | sat Fericet; comuna Horea                         | lângă biserica ortodoxă | 1934 | Încarcă foto \| video | Raportează eroare |
| AB-III-m-B-00414 | Crucea de la Lunca | sat Lupșa; comuna Lupșa                           | lângă drumul spre gară | 1805 | Încarcă foto \| video | Raportează eroare |
| AB-III-m-B-00415 | Monumentul în amintirea luptei de la 1600, în care Mihai Viteazul a fost înfrânt de generalul Basta | sat Mirăslău; comuna Mirăslău                     | Pe D.N. 1, în dreptul localității Mirăslău, nr. topo 2933 | 1956 |                       | Raportează eroare |
| AB-III-m-B-00416 | Obelisc comemorativ al evenimentelor din anii 1848-1849 | sat Presaca Ampoiului; comuna Meteș               | Pe D.N. 74 | 1898 | Alte imagini          | Raportează eroare |
| AB-III-m-B-00417 | Monumentul comemorativ al lui Simion Balint | sat Roșia Montană; comuna Roșia Montană           | În cimitirul bisericii „Adormirea Maicii Domnului” | 1850 - 1900 |                       | Raportează eroare |
| AB-III-m-B-00418 | Troiță | sat aparținător Sartăș; oraș Baia de Arieș        | În cimitirul ortodox | sec. XX |                       | Raportează eroare |
| AB-III-m-B-00419 | Monumentul comemorativ „Leul” închinat revoluționarilor generalului Bem căzuți în luptă în 1849 | municipiul Sebeș                                  | În cimitirul catolic | 1909 | Încarcă foto \| video | Raportează eroare |
| AB-III-m-B-00420 | Monumentul lui Pavel Chinezul erou al luptei de la Câmpul Pâinii, din 1479 | sat Șibot; comuna Șibot                           | În parcul gării 45.93527°N 23.33388°E | 1929 |                       | Raportează eroare |
| AB-III-m-B-00421 | Capela-troiță | sat Șibot; comuna Șibot                           | În centru, lângă primărie | 1899 | Alte imagini          | Raportează eroare |
| AB-IV-m-B-00116.02 (RAN: 1026.31.02) | Cimitirul bisericii „Bunavestire”-Grecească | municipiul Alba Iulia                             | Str. Iancu Avram 7 | sec. XVIII - XIX | Alte imagini          | Raportează eroare |
| AB-IV-m-A-00125.02 (RAN: 1026.33.02) | Cimitirul vechi-Lipoveni | municipiul Alba Iulia                             | Str. Mărășești 17 | sec. XVII-XIX | Alte imagini          | Raportează eroare |
| AB-IV-m-B-00167.02 (RAN: 1160.04.02) | Cimitirul ortodox vechi-Soharu | oraș Abrud                                        | Str. Soharu 35 | sec. XVIII - XIX | Încarcă foto \| video | Raportează eroare |
| AB-IV-m-B-00176.02 (RAN: 5595.05.02) | Cimitirul vechi al bisericii „Cuvioasa Paraschiva” | sat Ampoița; comuna Meteș                         | Str. Biserii 101 | sec. XVII-XIX | Alte imagini          | Raportează eroare |
| AB-IV-m-B-00190.02 | Cimitirul bisericii „Sf. Arhangheli” | municipiul Blaj                                   | Str. Vancea Mitropolit 3 | | Alte imagini          | Raportează eroare |
| AB-IV-m-B-21076 | Cruce de drum cu troiță | sat Bucium; comuna Bucium                         | Lângă casa nr. 166 | 1802 | Încarcă foto \| video | Raportează eroare |
| AB-IV-m-B-00206.02 (RAN: 1277.04.02) | Cripta Kemeny Arpad | sat aparținător Ciumbrud; municipiul Aiud         | Str. Colinei 20 | 1807 | Alte imagini          | Raportează eroare |
| AB-IV-m-B-21077 | Crucea episcopului Andrei Șaguna, cu troița | sat Gura Izbitei; comuna Bucium                   | Lângă casa nr. 405 | 1897 | Încarcă foto \| video | Raportează eroare |
| AB-IV-m-B-00413 | Mormântul lui Lucian Blaga | localitatea Lancrăm; municipiul Sebeș             | În cimitir | 1963 |                       | Raportează eroare |
| AB-IV-m-A-00422 | Casa natală a lui Lucian Blaga | localitatea Lancrăm; municipiul Sebeș             | 231 45.98476°N 23.55714°E | sec. XIX | Alte imagini          | Raportează eroare |
| AB-IV-m-A-00259.03 (RAN: 1909.04.03) | Cimitirul evanghelic | localitatea Petrești; municipiul Sebeș            | | sec. XIV - XVIII | Încarcă foto \| video | Raportează eroare |
| AB-IV-m-A-00262.02 | Cimitirul cu stâlpi funerari al bisericii de lemn „Cuvioasa Paraschiva” | sat Pianu de Sus; comuna Pianu                    | | sec. XIX - XX | Încarcă foto \| video | Raportează eroare |
| AB-IV-m-B-21081 | Crucea „de la Piață” | sat Poieni; comuna Bucium                         | Lângă casa nr. 604 | 1880 | Încarcă foto \| video | Raportează eroare |
| AB-IV-m-B-21078 | Crucea „de la Țandrău” | sat Valea Negrilesii; comuna Bucium               | Lângă casa nr. 632 | 1878 - 1897 | Încarcă foto \| video | Raportează eroare |
| AB-IV-m-B-21079 | Crucea „de la Valea lui Ștefan” | sat Valea Negrilesii; comuna Bucium               | Lângă casa nr. 838 | 1840 - 1870 | Încarcă foto \| video | Raportează eroare |
| AB-IV-m-B-21080 | Crucea „de la Țârău” | sat Valea Negrilesii; comuna Bucium               | Lângă casa nr. 615 | 1840 - 1870 |                       | Raportează eroare |